# Puerta de la ciudad

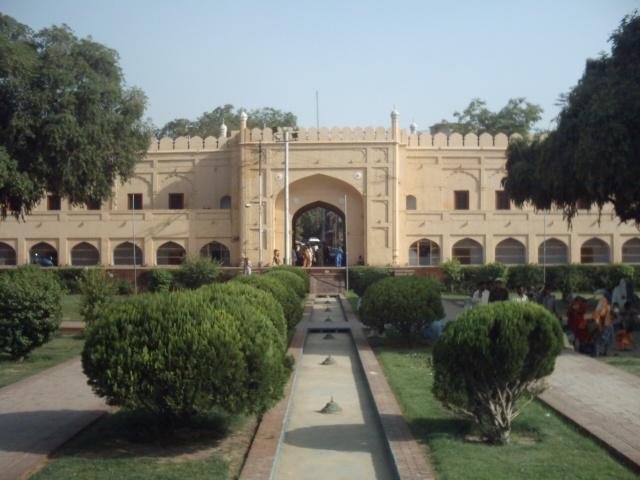
La Puerta Roshnai desde Hazuri Bagh (Lahore).

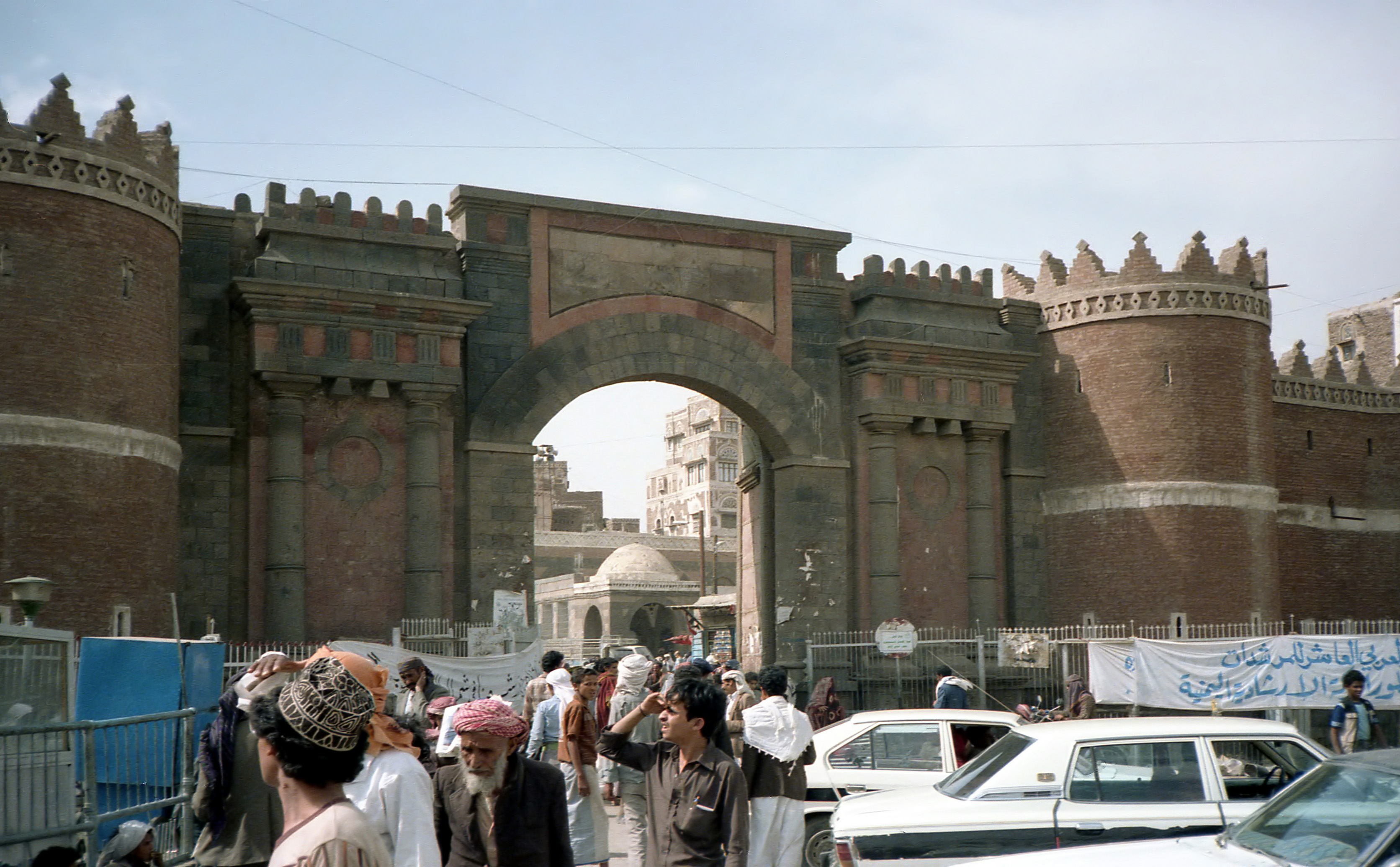
Bab al Yemen de Sana'a, Yemen.

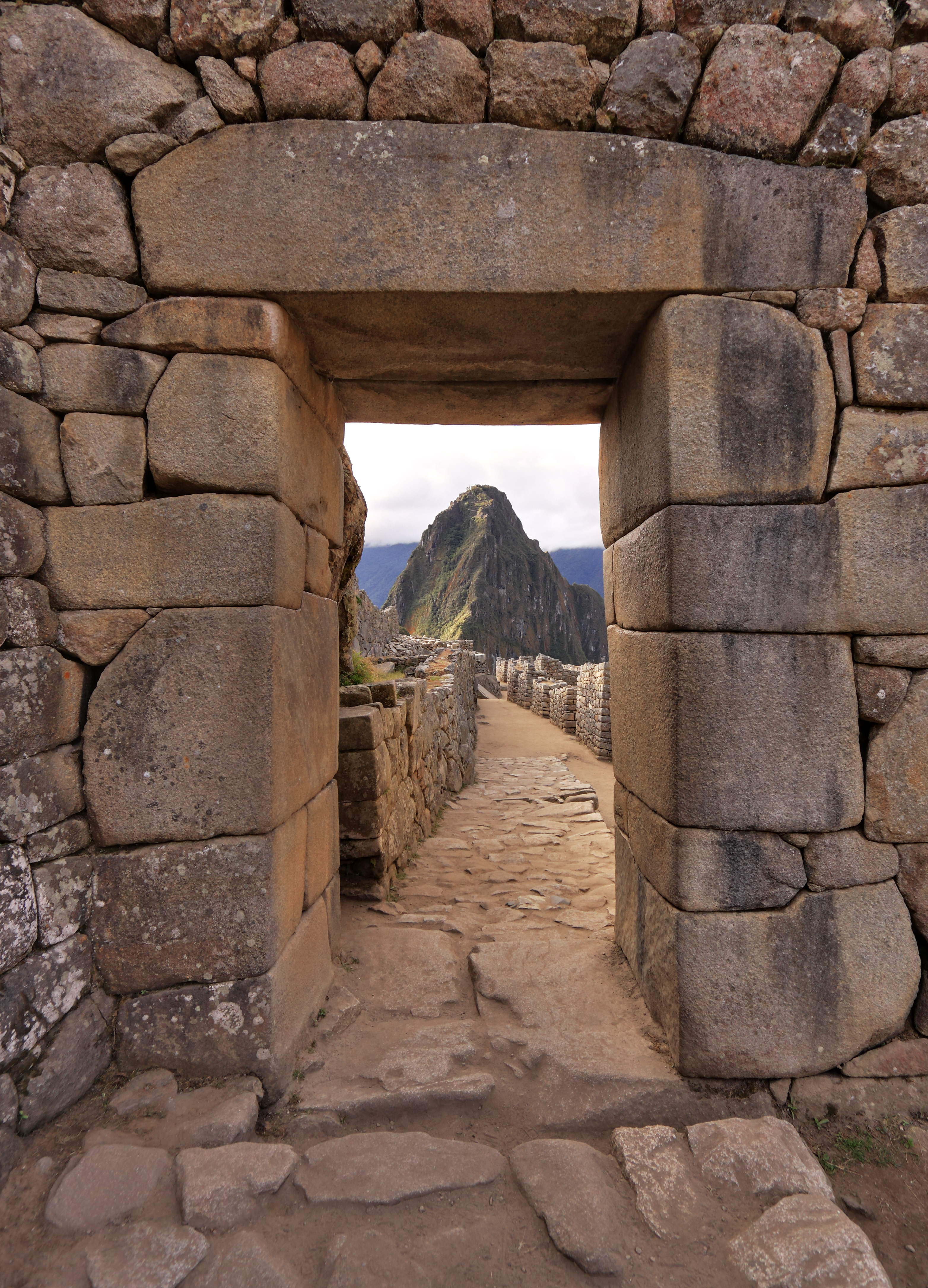
Entrada al sector urbano de Machu Picchu. Aún se conservan indicios de una puerta en la estructura.

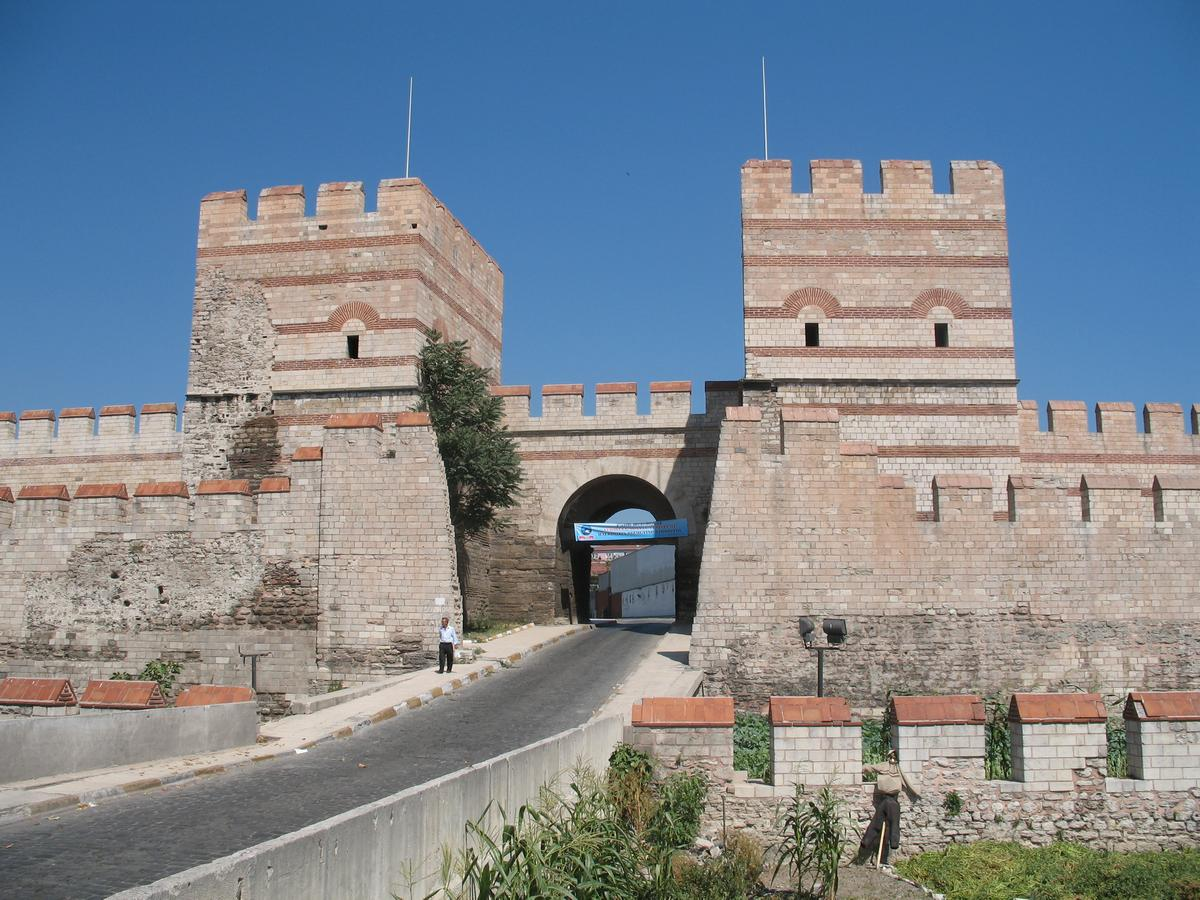
La segunda puerta militar de las murallas teodosianas de Estambul.

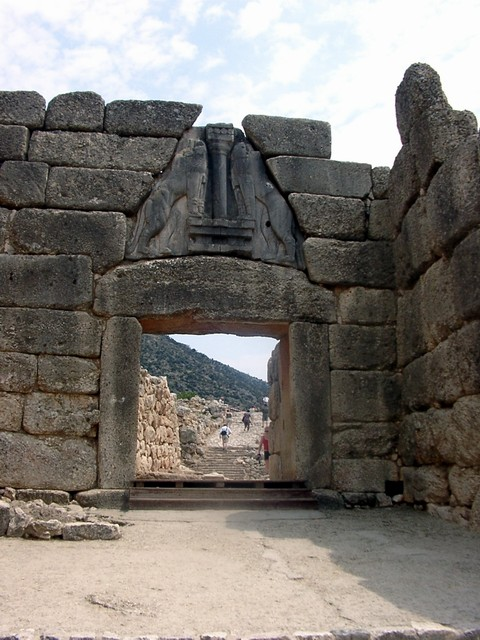
Puerta de los Leones en Micenas, siglo XIII a. C.

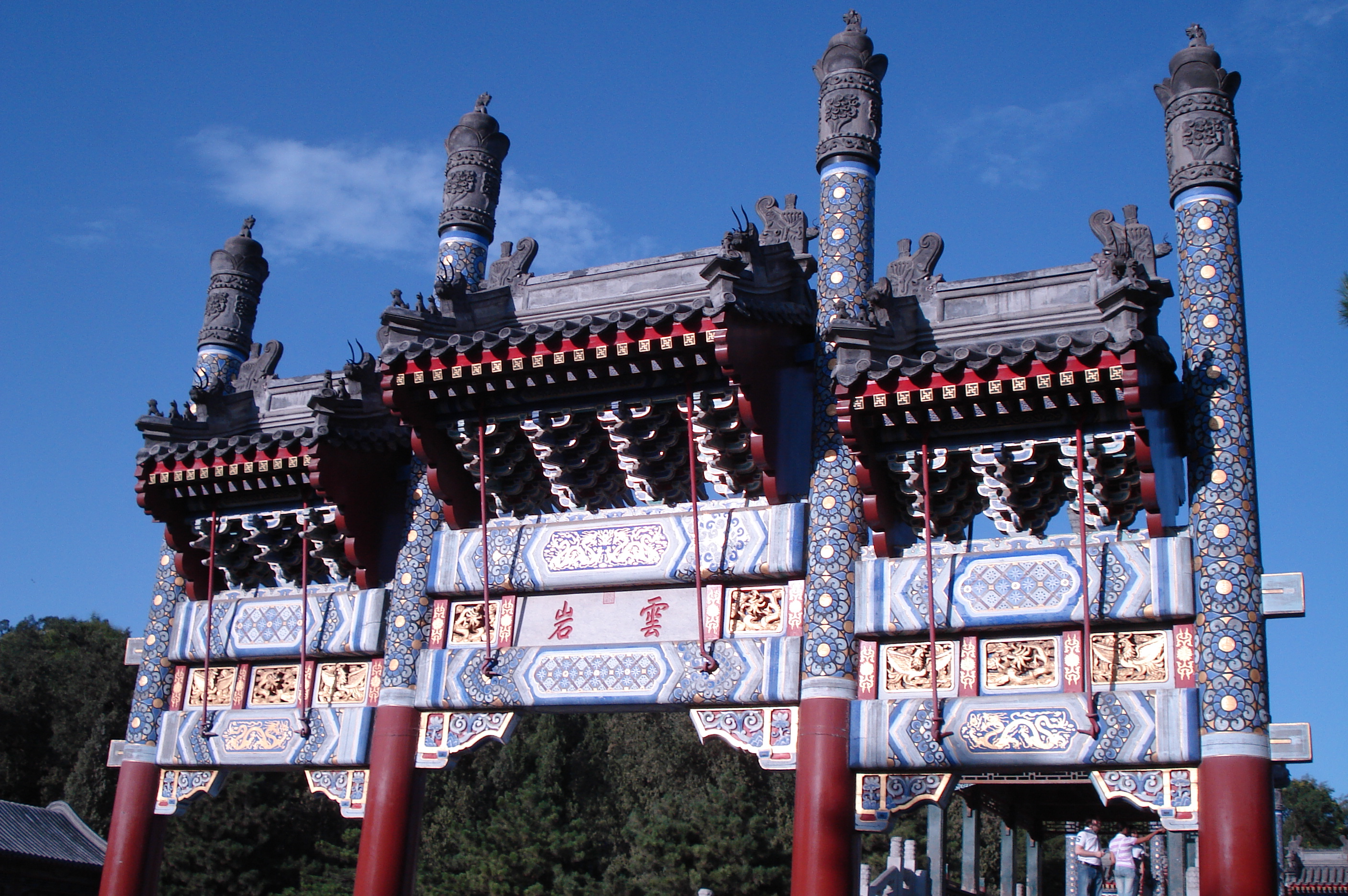
Paifang del Palacio de Verano, Pekín

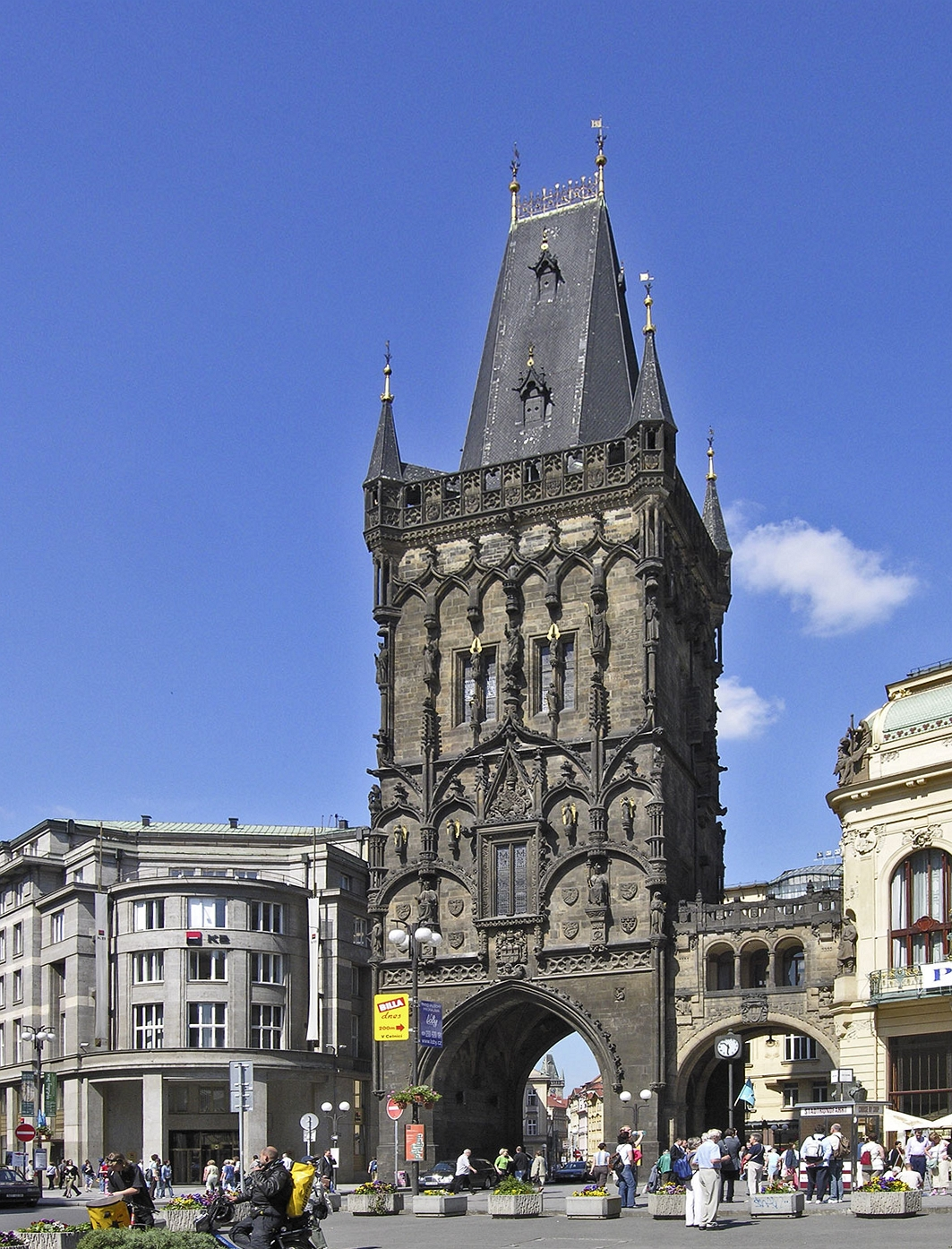
Torre de la Pólvora (Praga)

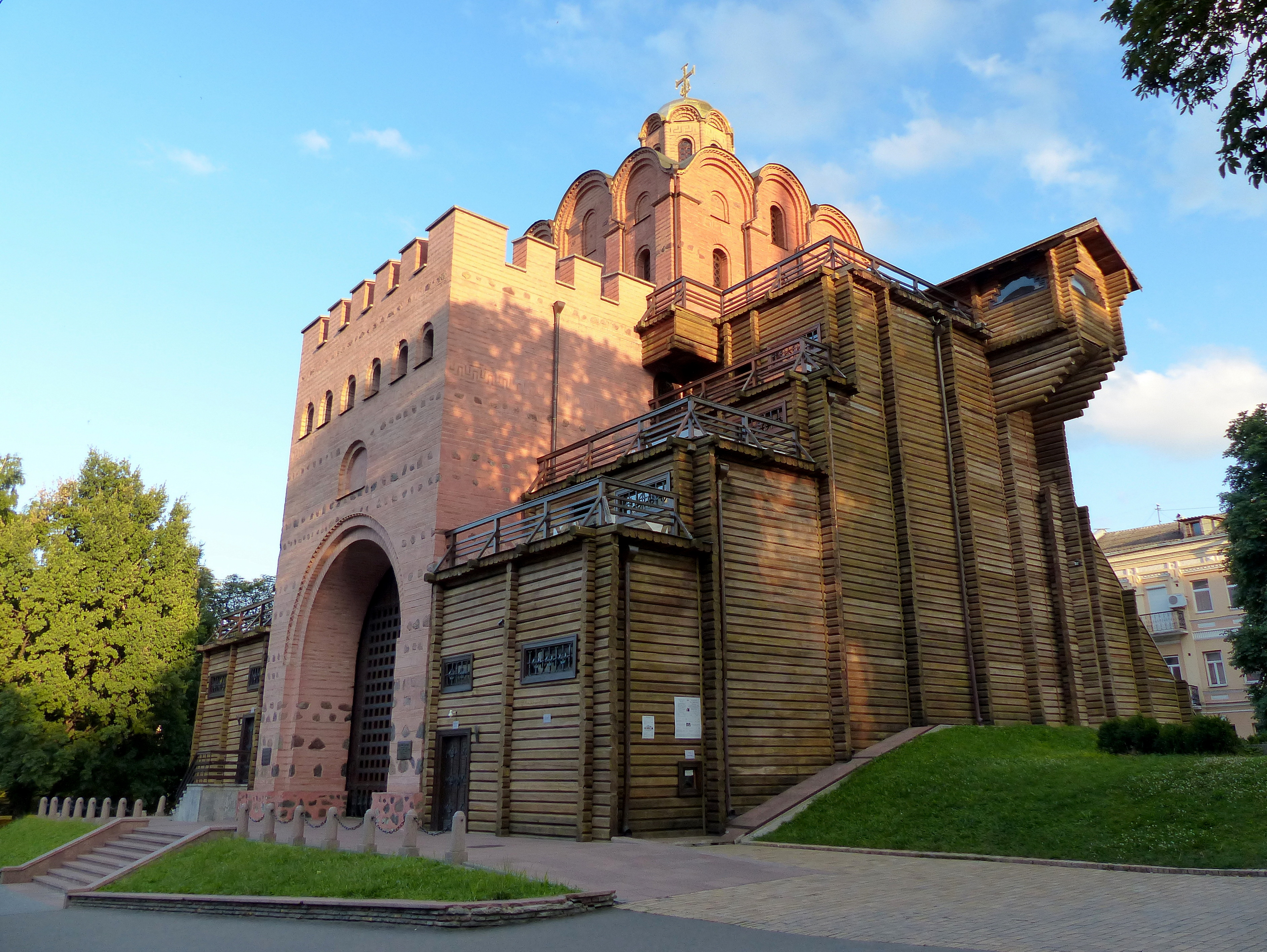
Puerta dorada de Kiev

Una puerta de la ciudad es una puerta que forma o formaba parte de la muralla de una ciudad.

## Uso
Las puertas de la ciudad se construían tradicionalmente para servir como un punto de entrada y salida controlado de una ciudad amurallada para personas, vehículos, bienes y animales. Dependiendo del contexto histórico han cumplido funciones relacionadas con defensa, seguridad, salud, comercio, impuestos y representación, y estaban consecuentemente vigiladas por autoridades militares o municipales. Las puertas también se usaban con frecuencia para mostrar diferentes tipos de información pública como avisos, impuestos, peajes, estándares de medidas locales o textos legales. Podían estar muy fortificadas, decoradas con escudos heráldicos, esculturas o inscripciones o ser usadas para advertir o intimidar, por ejemplo mostrando las cabezas de los criminales o enemigos públicos decapitados.
Las puertas de la ciudad, en una forma u otra, se pueden encontrar por todo el mundo en ciudades desde la antigüedad hasta en torno al siglo XIX. Muchas ciudades cerraban sus puertas después de un toque de queda cada noche, por ejemplo Praga.
Cuando tuvieron más estabilidad y libertad, muchas ciudades amuralladas demolieron sus fortificaciones, como las puertas, aunque todavía sobreviven muchas, por interés histórico en lugar de por seguridad. Muchas puertas han sido restauradas o reconstruidas, o se han construido nuevas puertas para mejorar la apariencia de la ciudad, como Bab Bou Jalous en Fez. Con unos mayores niveles de tráfico, las puerta de la ciudad han estado amenazadas en el pasado por impedir el curso del tráfico, por ejemplo Temple Bar en Londres, que fue demolida en el siglo XVIII.

## Ejemplos

### Mundo antiguo
- Mesopotamia: Puerta de Istar, Babilonia

### África
- Egipto: Puertas de El Cairo
- Marruecos: Bab Agnaou en Marrakech

### Asia
- China: Zhengyangmen y Deshengmen en Pekín
- China: Puerta de China en Nankín
- China: Puerta de Jianshui
- India: Puerta de la India en Bombay
- India: Ciudad amurallada de Jaipur en Jaipur
- India: Ciudad amurallada de Kota en Kota
- Israel: Puertas de la Ciudad Vieja de Jerusalén
- Japón: Rashōmon, Kyoto
- Macao: Portas do Cerco
- Pakistán: Ciudad amurallada de Lahore
- Corea del Sur: Puertas de Seúl, incluidas Namdaemun y Dongdaemun
- Taiwán: Puerta norte de Taipéi
- Yemen: Bab al Yemen en Sana'a

### Europa
- Croacia: Dubrovnik
- Grecia: Puerta de los Leones en Micenas, siglo XIII a. C.
- Malta: Puerta de la Ciudad, Valletta
- República Checa: Puerta de la Pólvora en Praga
- Rusia: Puerta Ibérica en Moscú
- Rusia: Puerta Dorada en Vladímir
- Suiza: Las puertas de las murallas de Basilea
- Turquía: Las numerosas puertas en las Murallas de Constantinopla en Estambul
- Ucrania: Zoloti Vorota en Kiev

#### Alemania
- Eigelsteintor, Hahnentor, Ulrepforte y Severinstor en Colonia
- Puerta de Brandenburgo en Berlín
- Holstentor o puerta de Holsten, en Lübeck
- Porta Nigra en Tréveris
- Puerta Antigua en Espira
- Steintor en Rostock
- Rotes Tor, Wertachbrucker Tor, Vogeltor y Fünfgratturm en Augsburgo
- Isartor, Sendlinger Tor, Karlstor y Propylaën en Múnich
- Martinstor y Schwabentor en Friburgo de Brisgovia
- Puerta del Este, en Ratisbona

Alemania
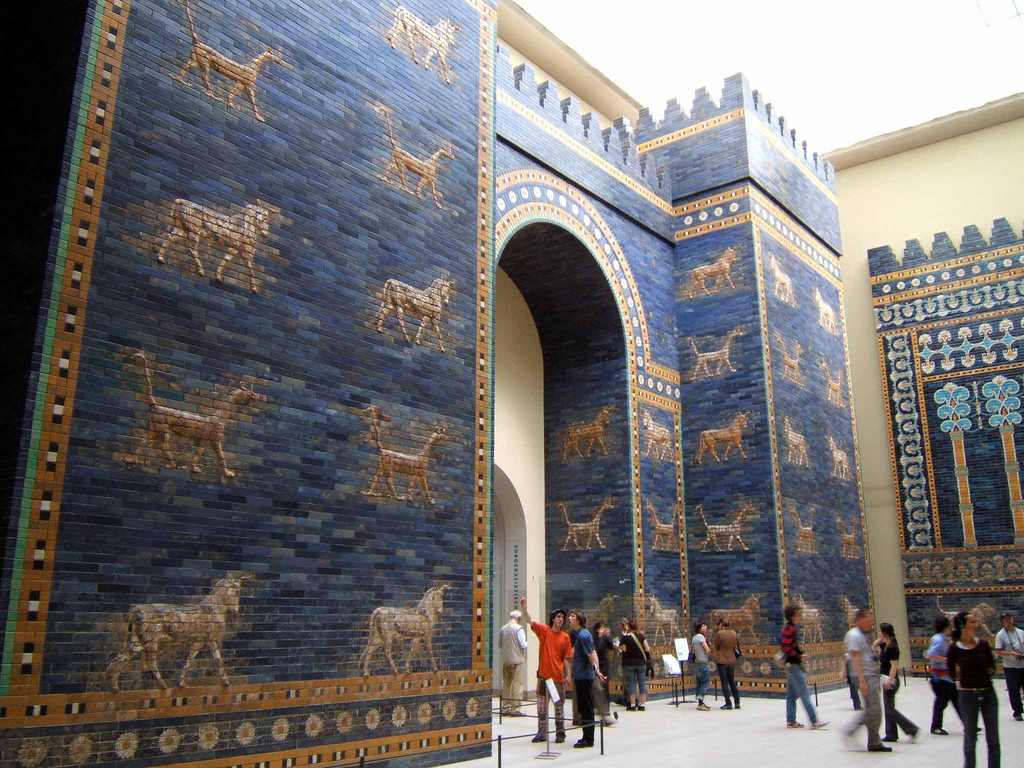
La Puerta de Istar en el Museo de Pérgamo de Berlín
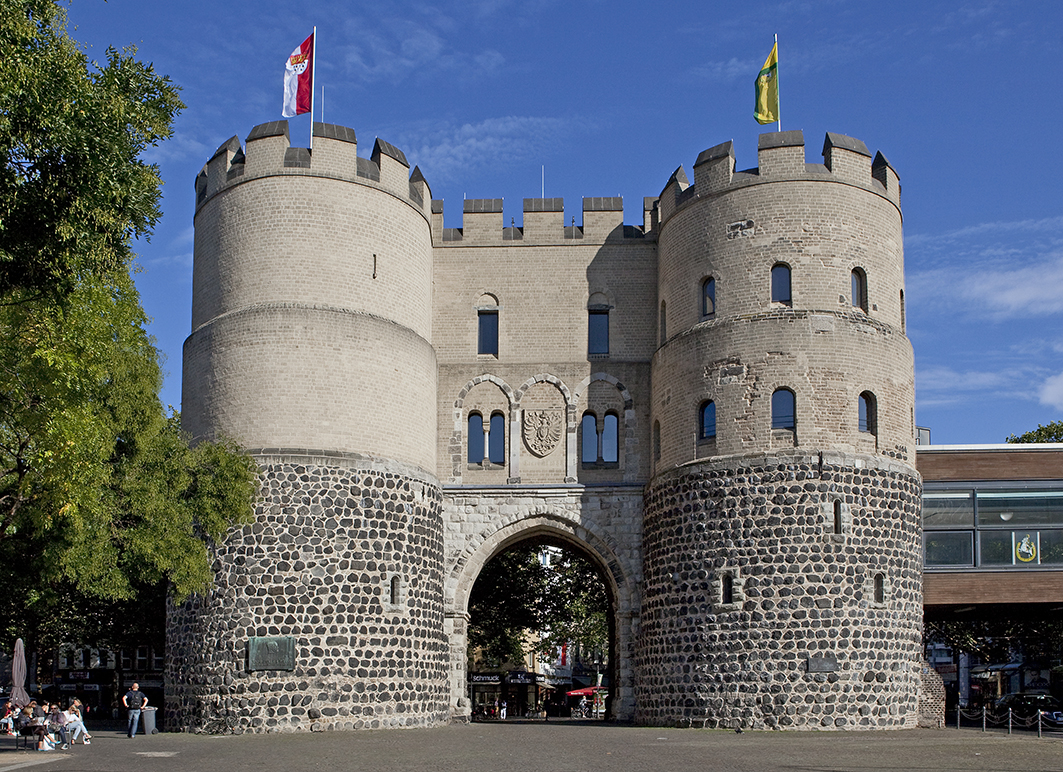
Hahnentor en Rudolfplatz, Colonia
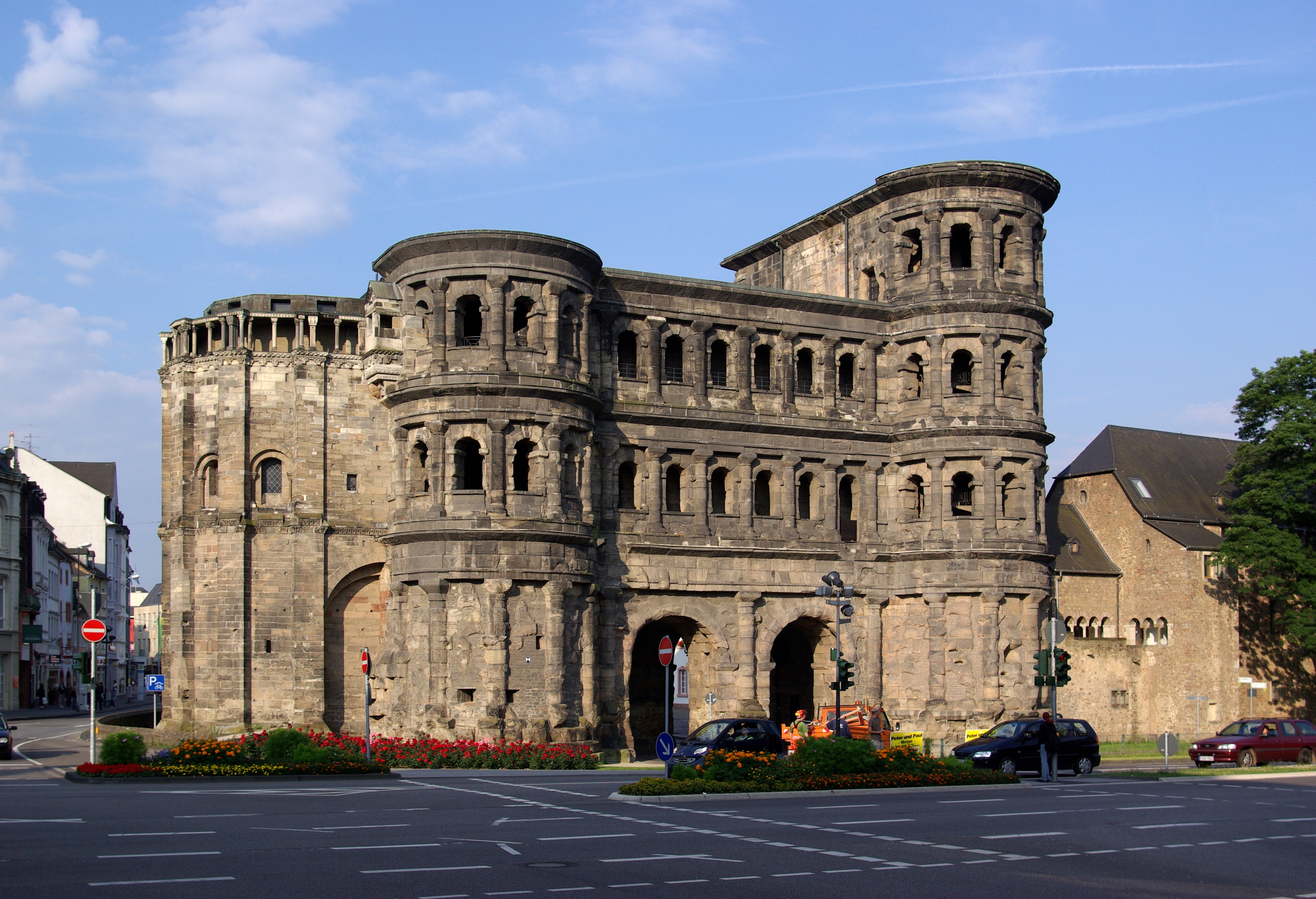
Porta Nigra en Tréveris
Holstentor, en Lübeck
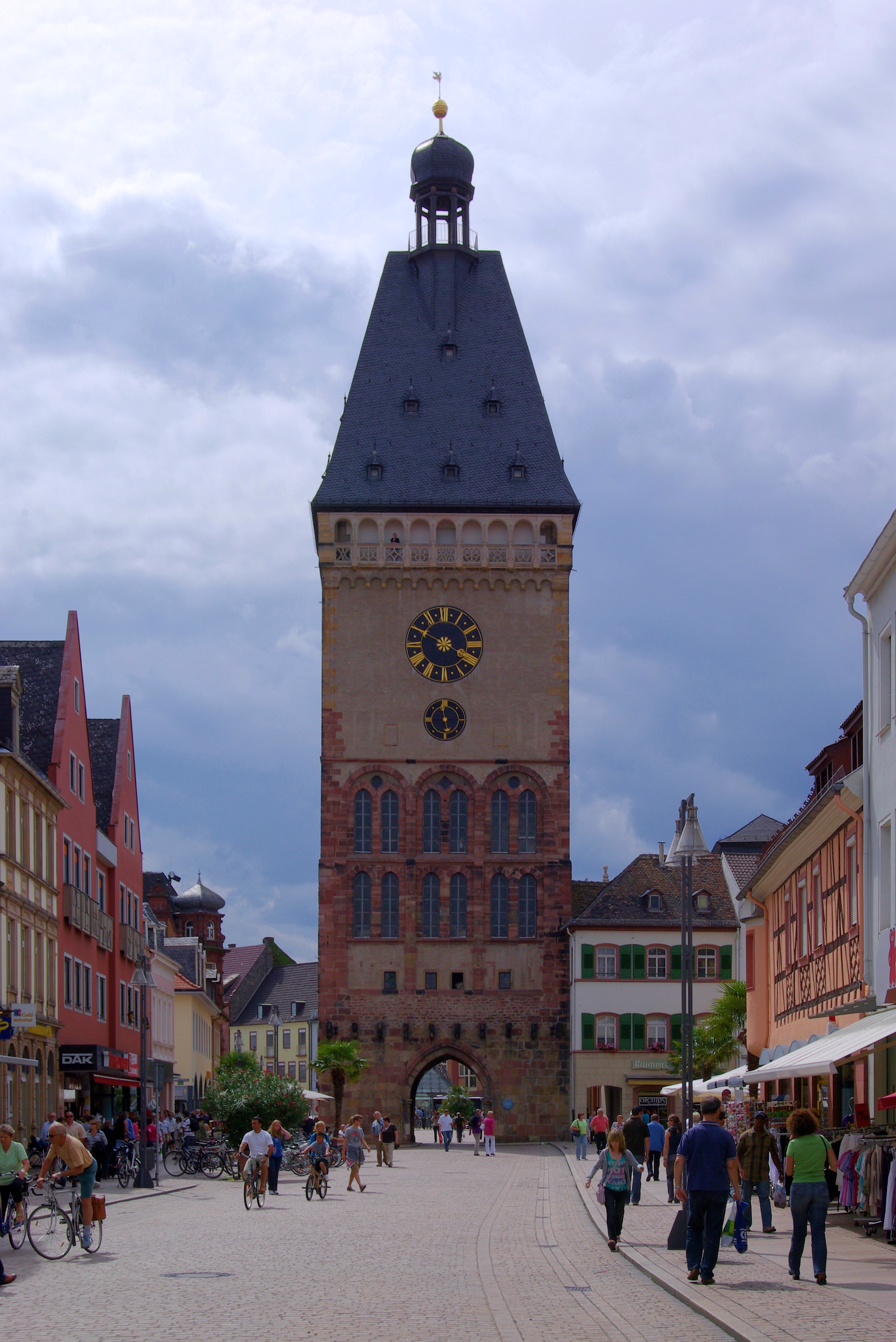
Puerta Antigua en Espira
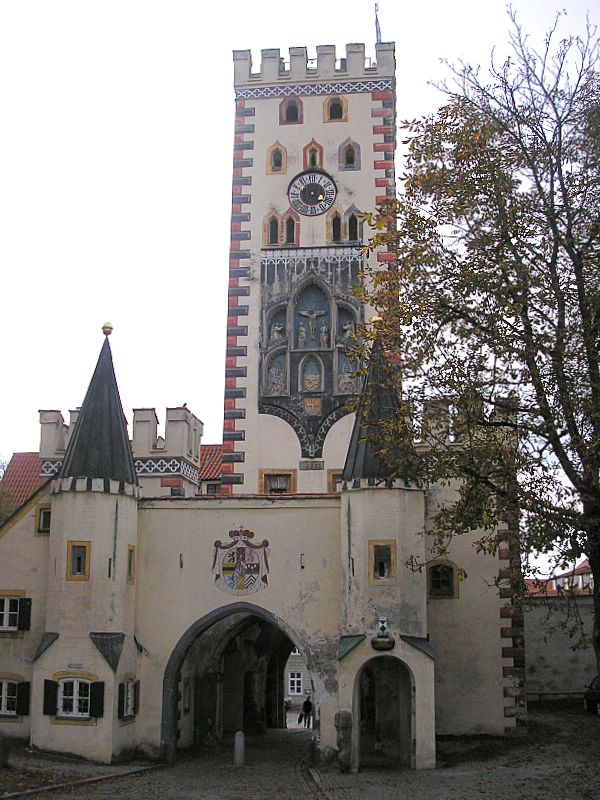
El gótico tardío Bayertor en Landsberg am Lech

#### Bélgica
- las puertas que sobreviven de Brujas: Kruispoort, Gentpoort, Smedepoort, Ezelpoort
- Brusselpoort en Malinas
- Waterpoort en Amberes
- Puerta de Halle en Bruselas

Bélgica
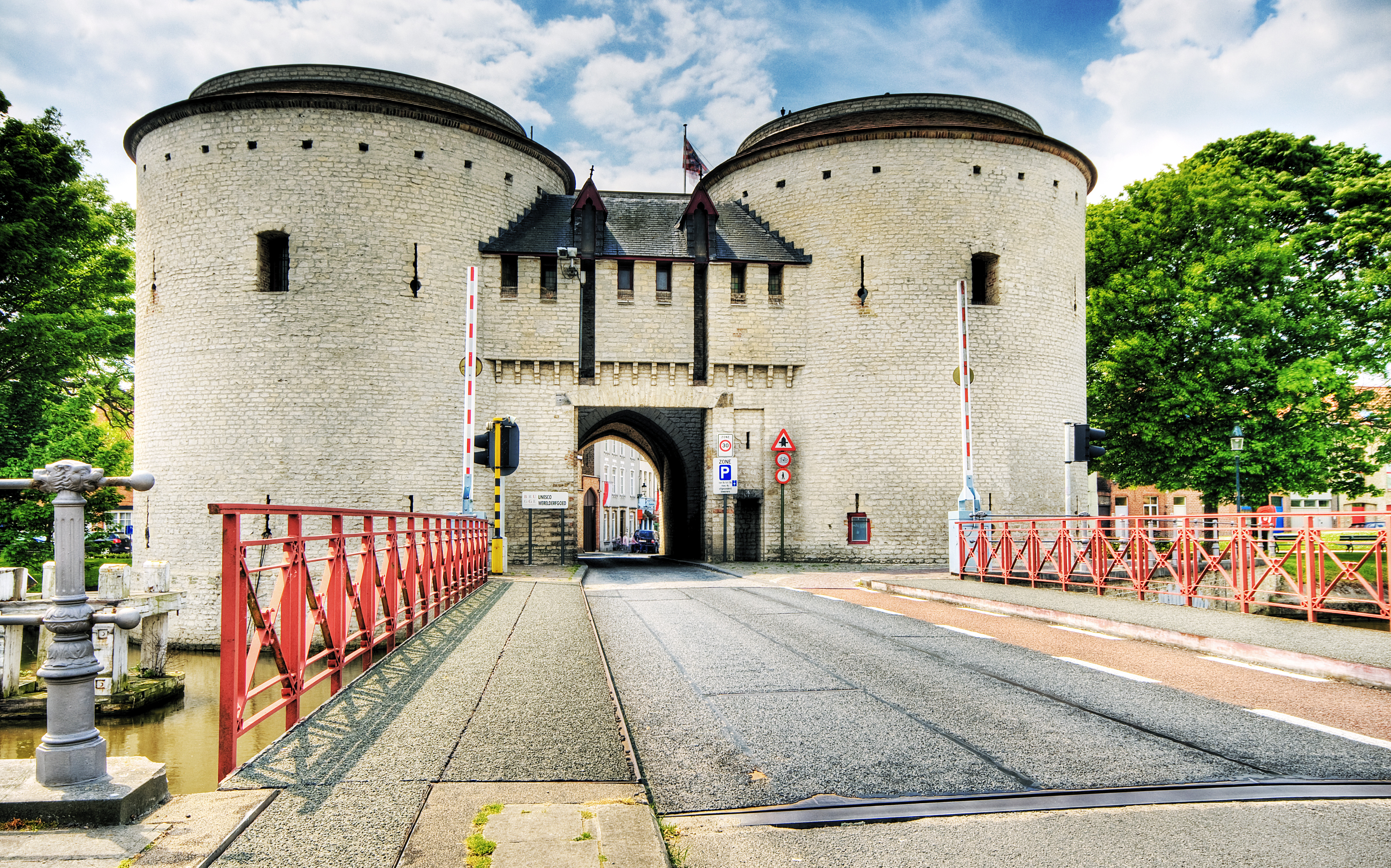
La porte Sainte-Croix en Brujas
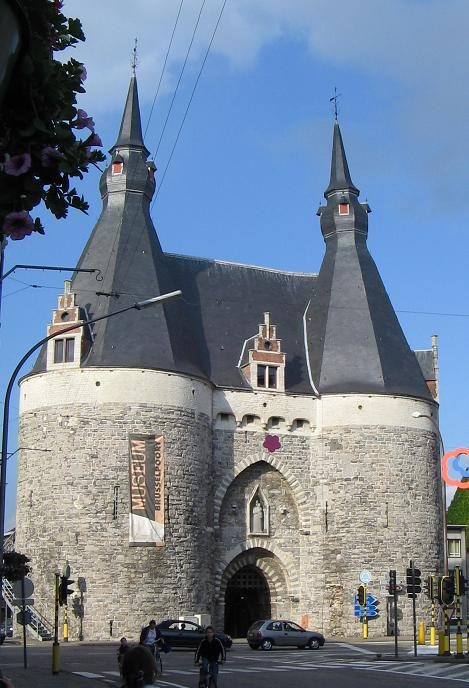
Brusselpoort en Malinas
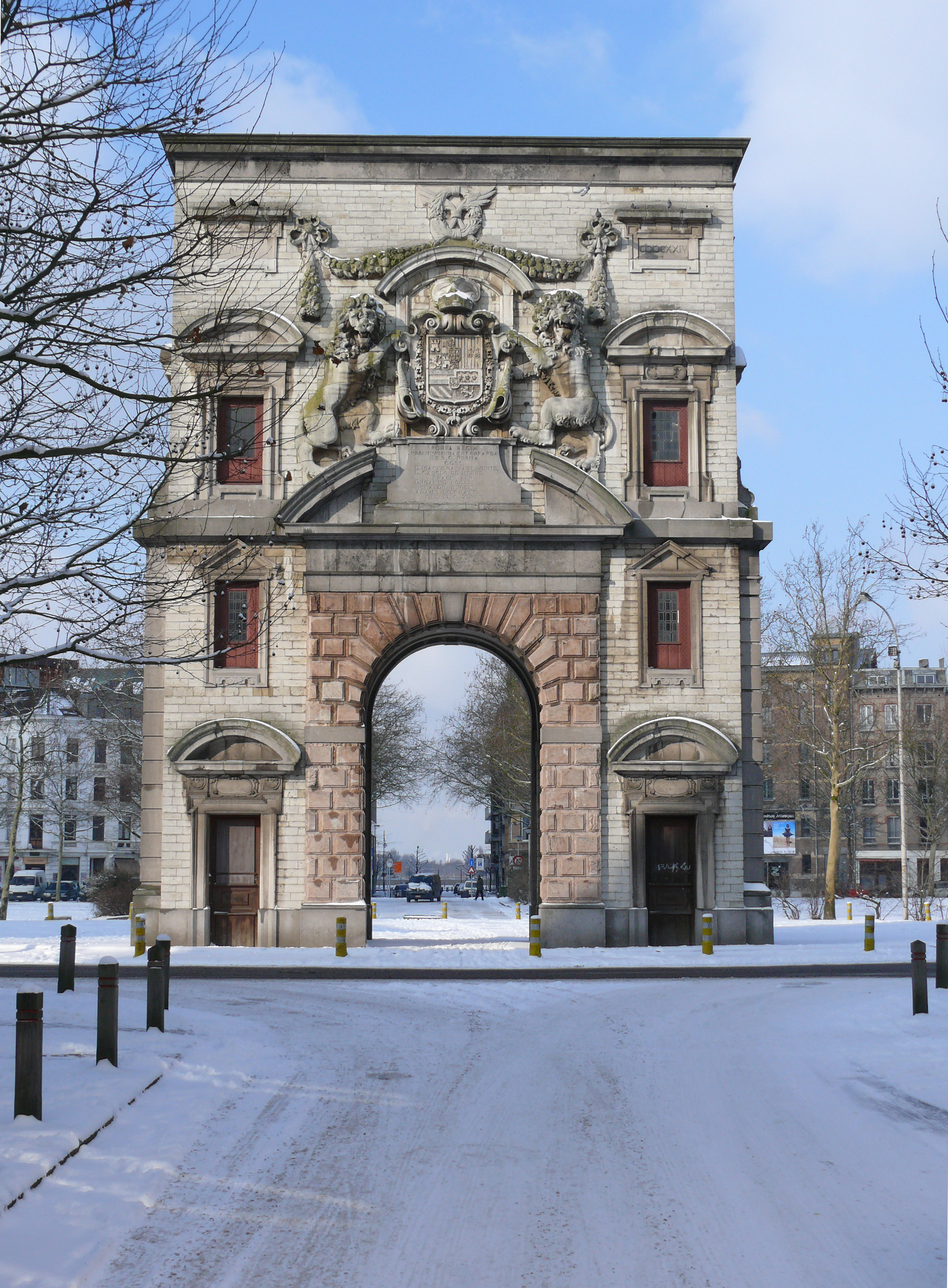
Waterpoort en Amberes
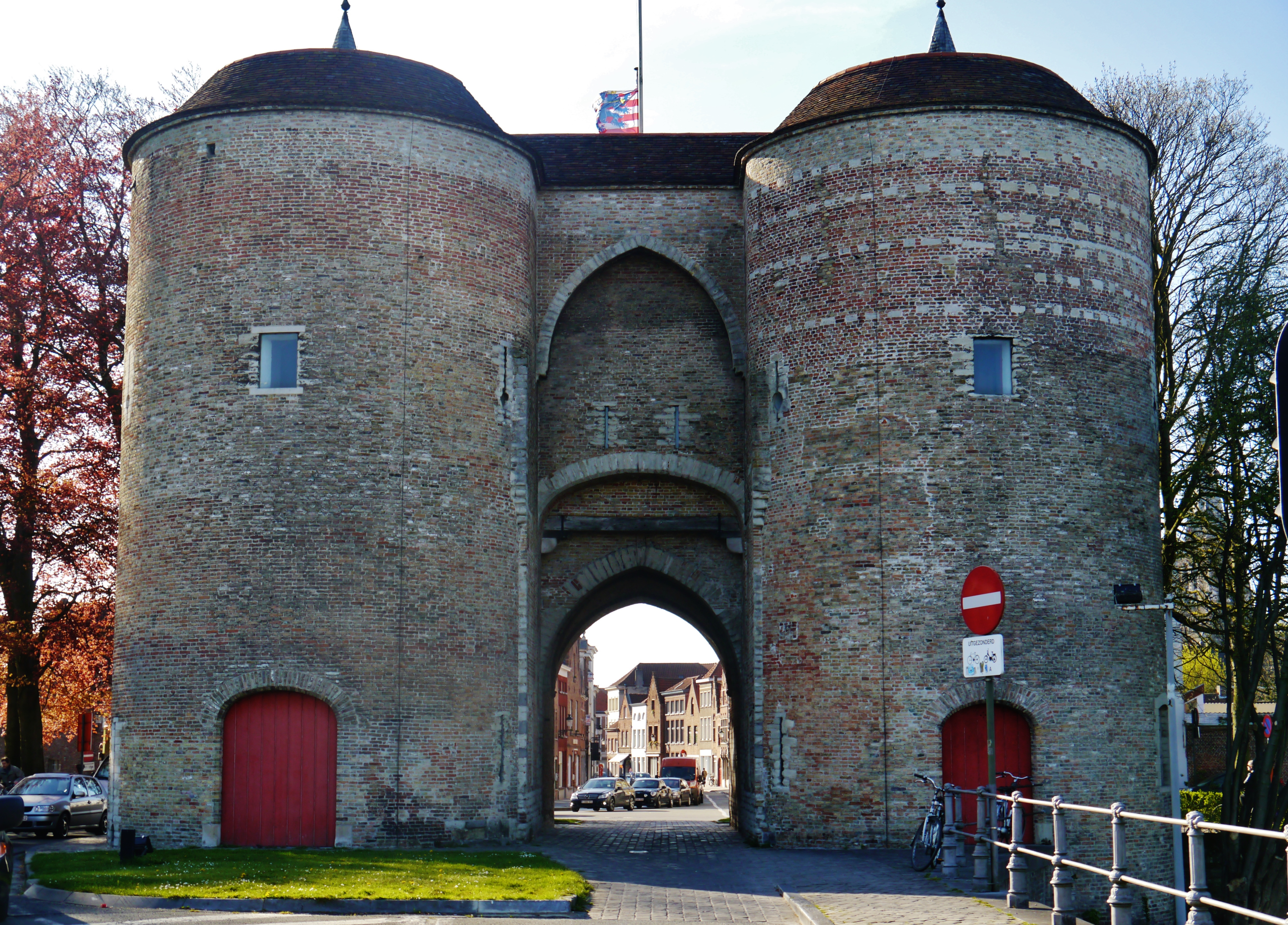
Puerta de gante en Brujas
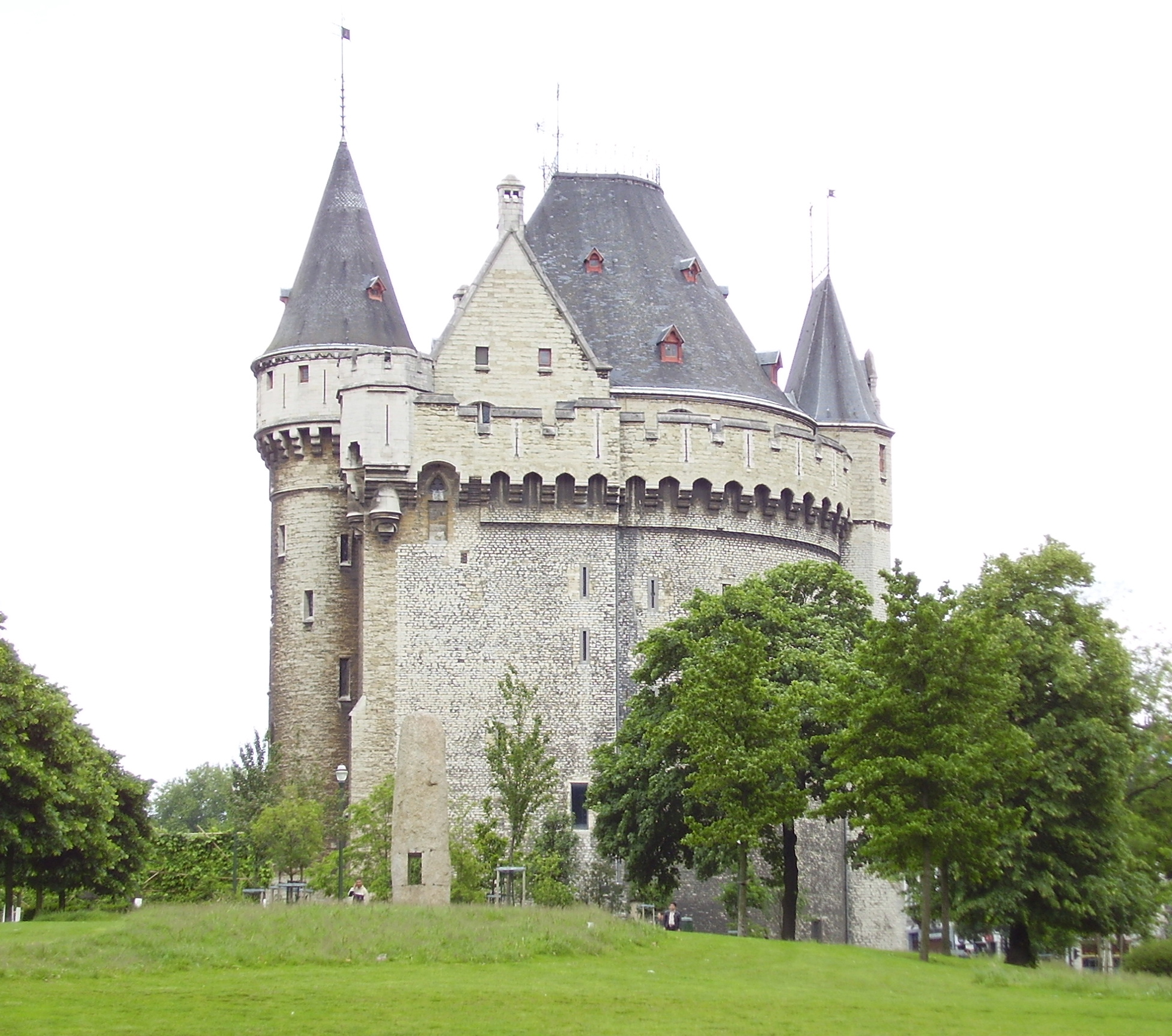
Puerta de Halle en Bruselas

#### España
- Puerta de Alcalá en Madrid
- Puerta de Bisagra en Toledo
- Arco de Santa María en Burgos
- Torres de Serranos en Valencia
- Puerta Baja en Daroca
- Puerta del Puente, en Córdoba.
- Puerta de San Andrés, en Segovia
- Puerta de Palmas, en Badajoz

España
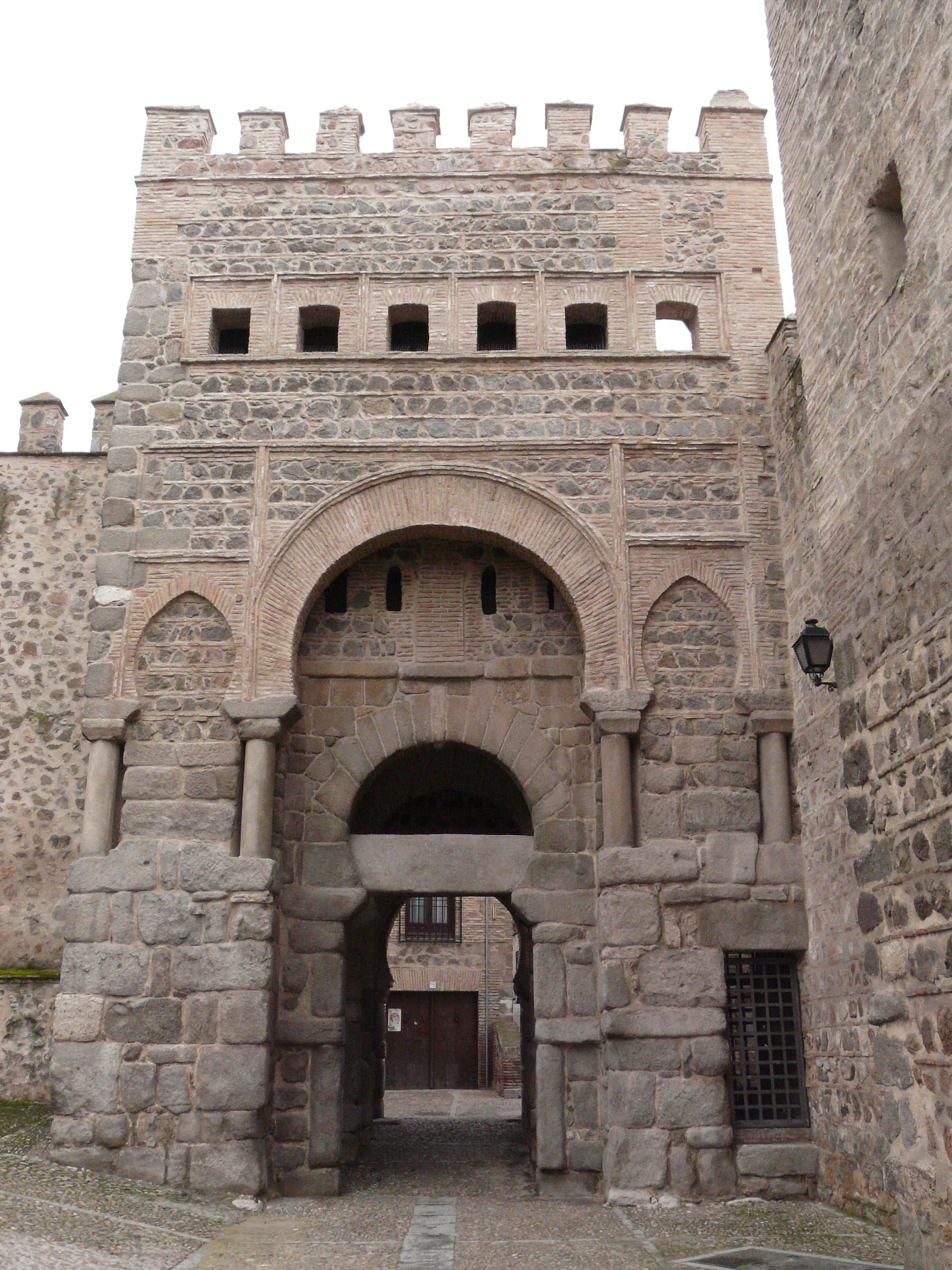
Puerta de Bisagra en Toledo
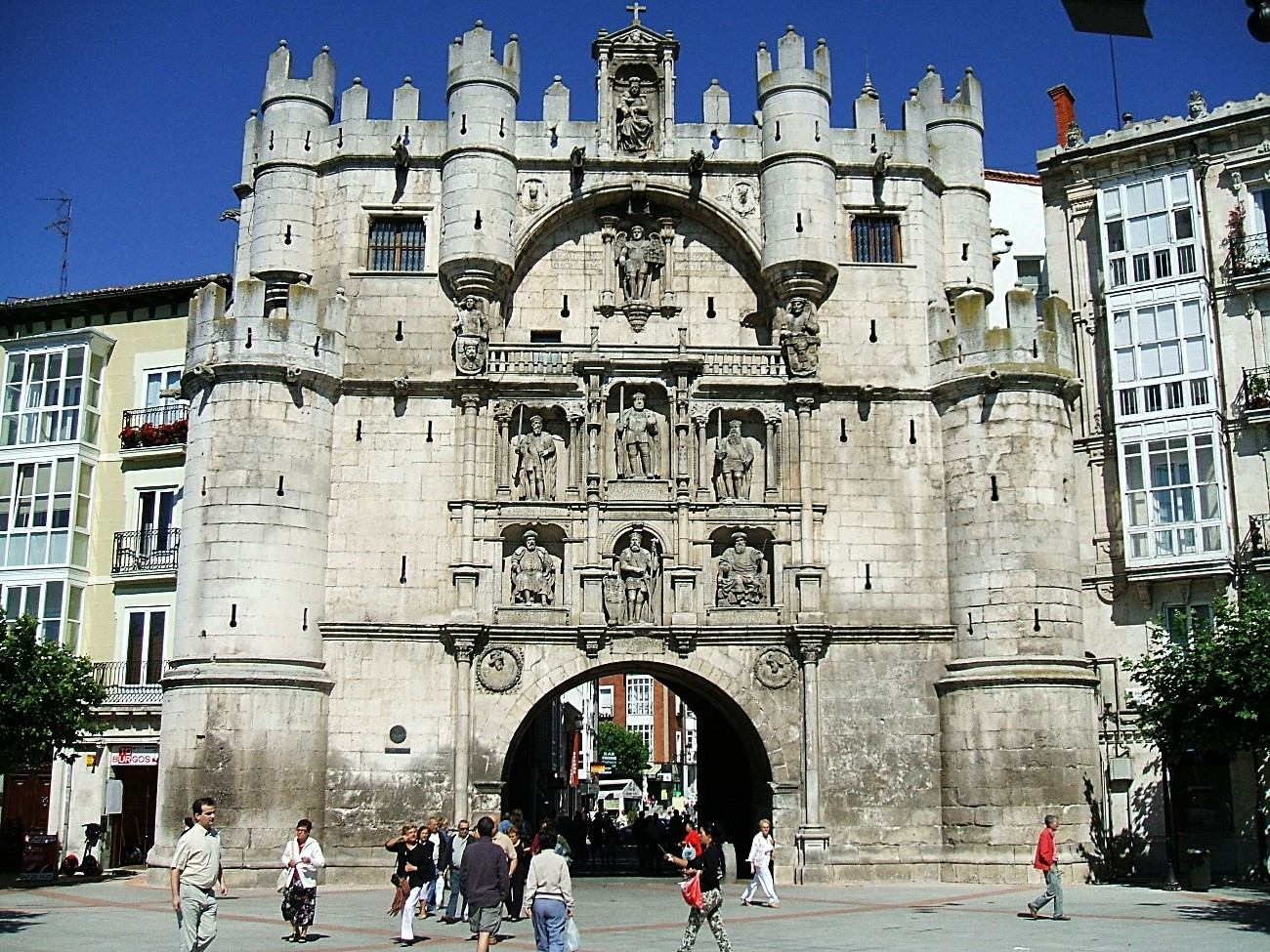
Arco de Santa María en Burgos
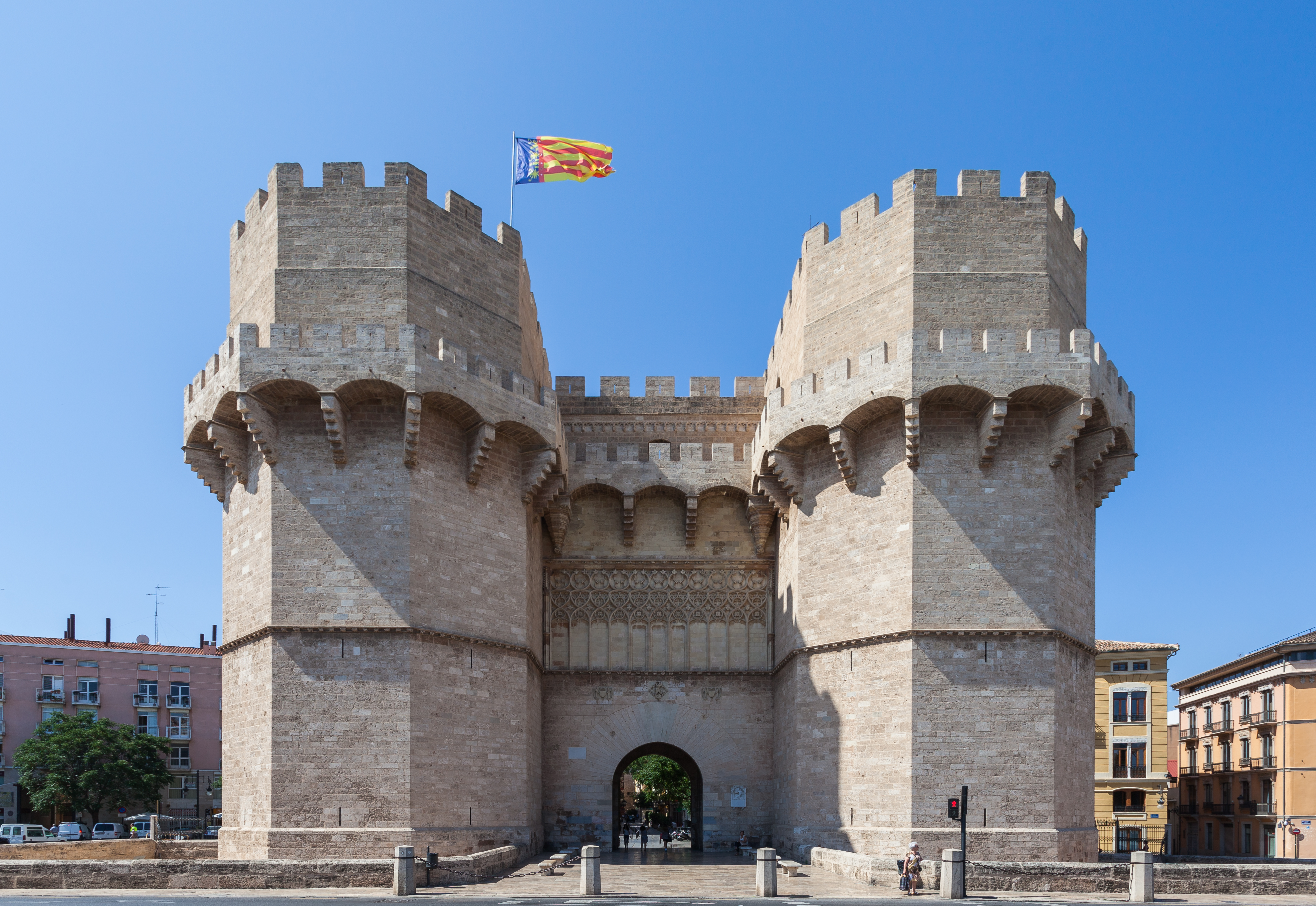
Torres de Serranos en Valencia
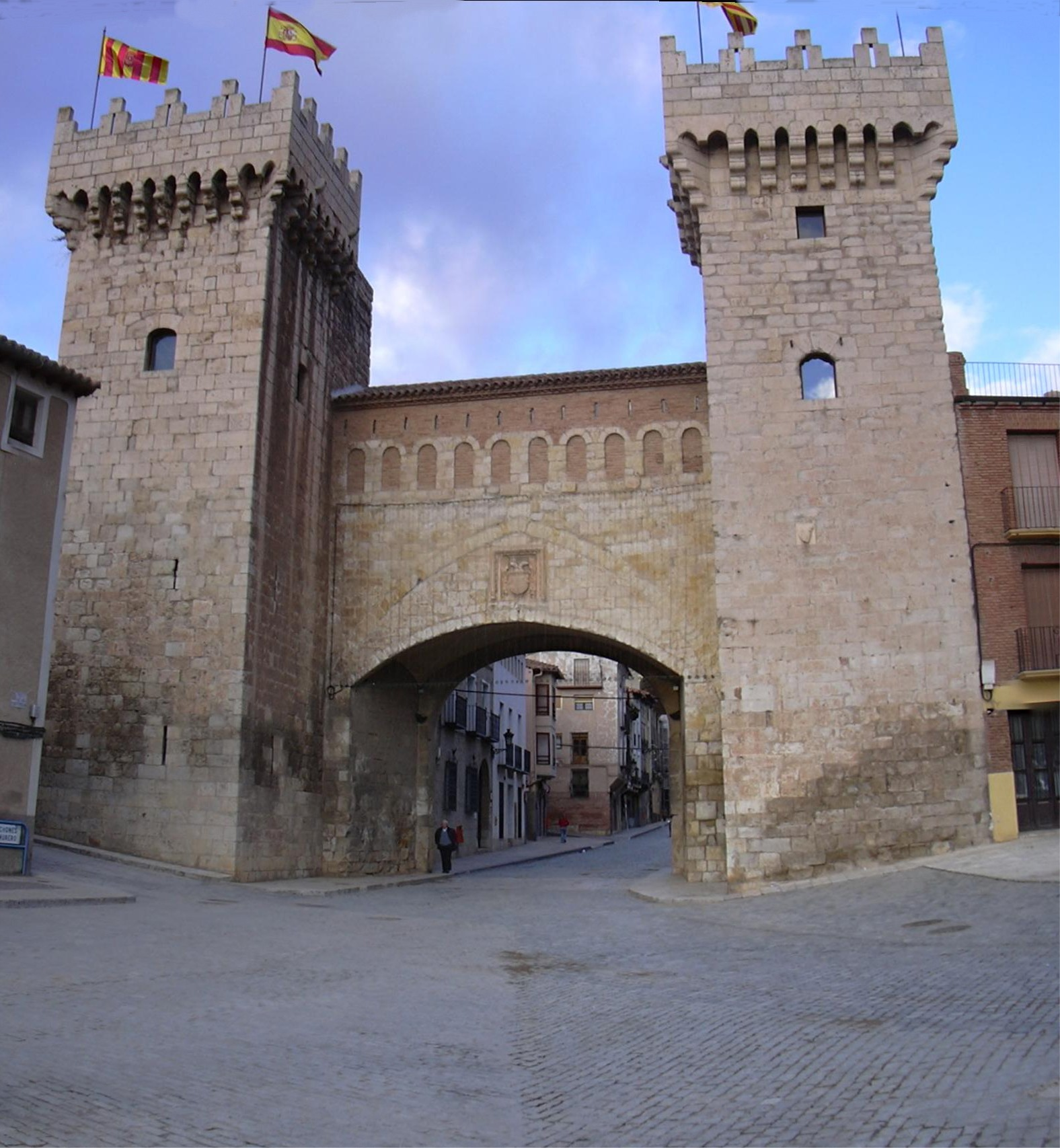
Puerta Baja en Daroca
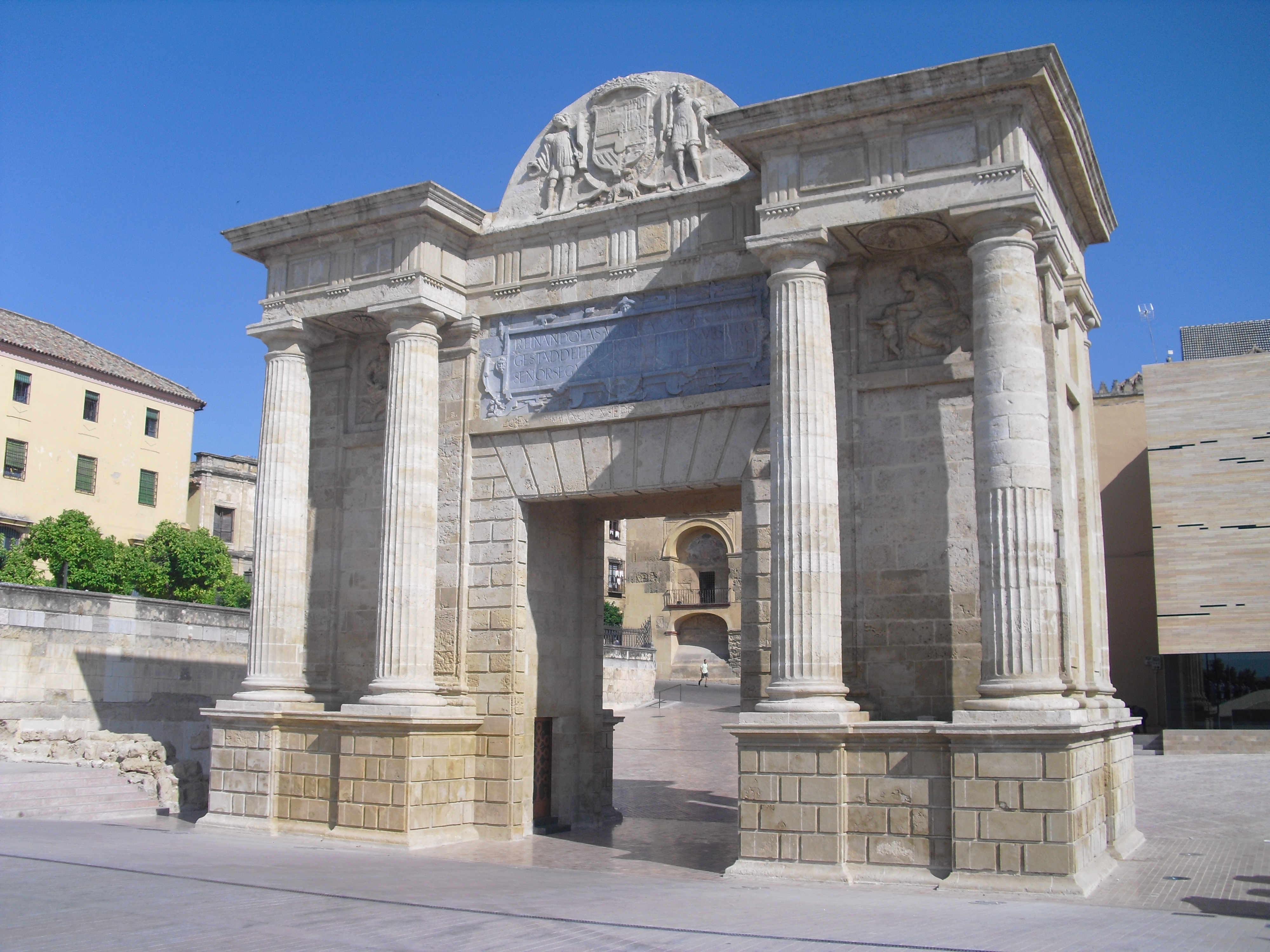
Puerta del Puente, en Córdoba.
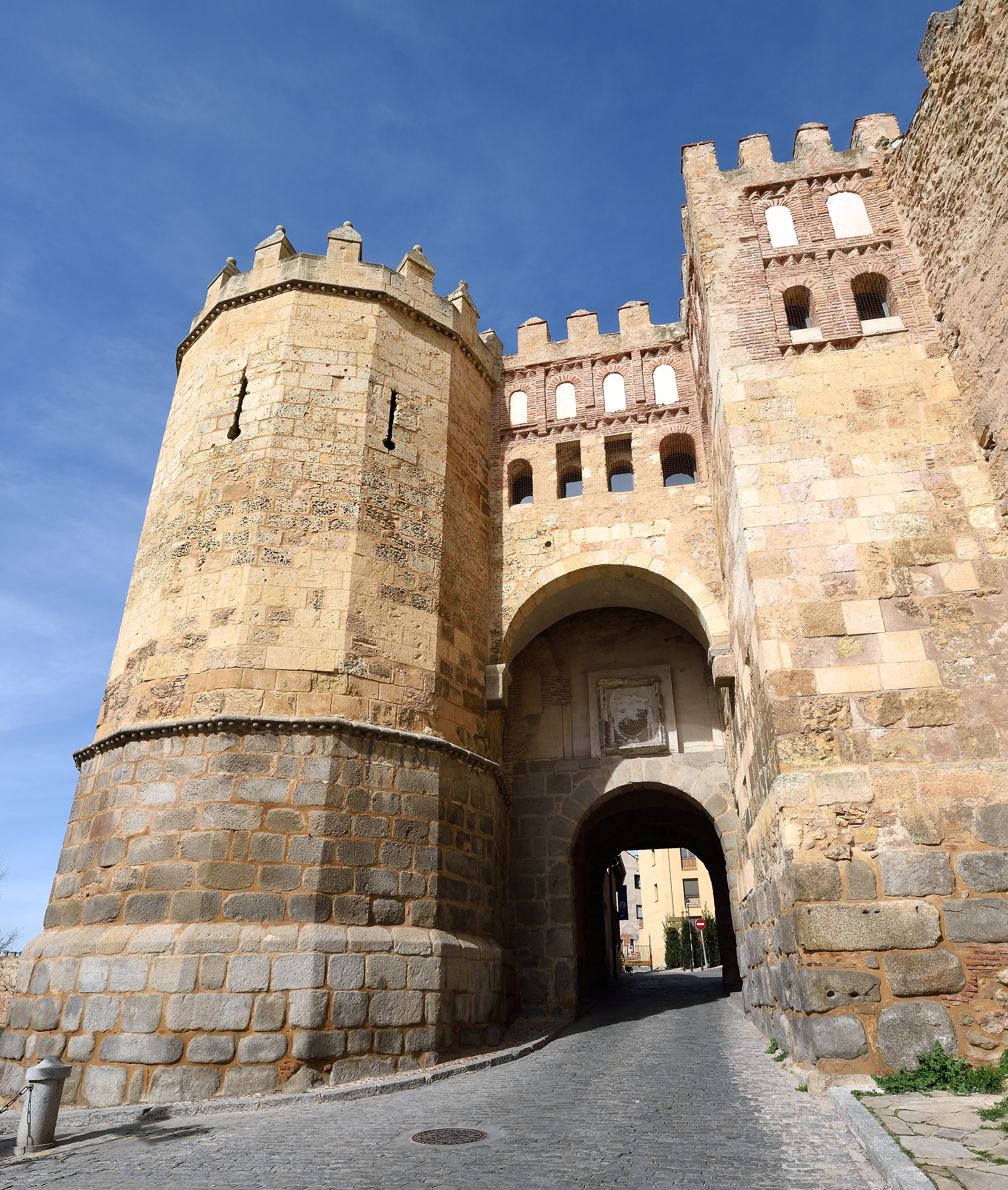
Puerta de San Andrés, en Segovia
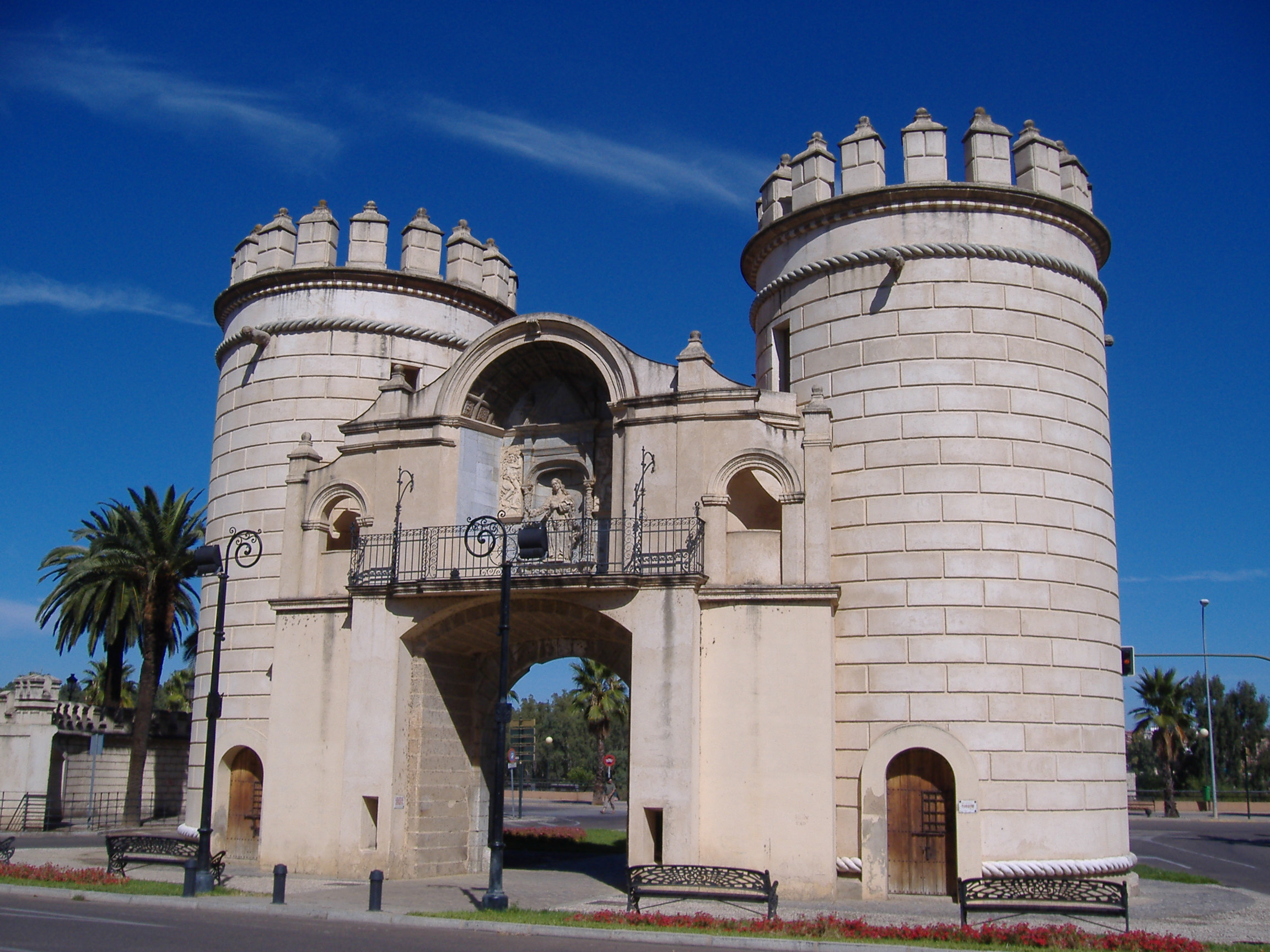
Puerta de Palmas, en Badajoz

#### Francia
- Puerta  de Joigny y puerta de Sens en Villeneuve-sur-Yonne
- Puerta de la Craffe en Nancy
- Puerta des Allemands en Metz
- Porte Saint-Denis y Porte Saint-Martin en París
- Porte Mars en Reims
- Puerta Cailhau en Burdeos
- Puerta de la Grosse-Horloge en La Rochelle

Francia
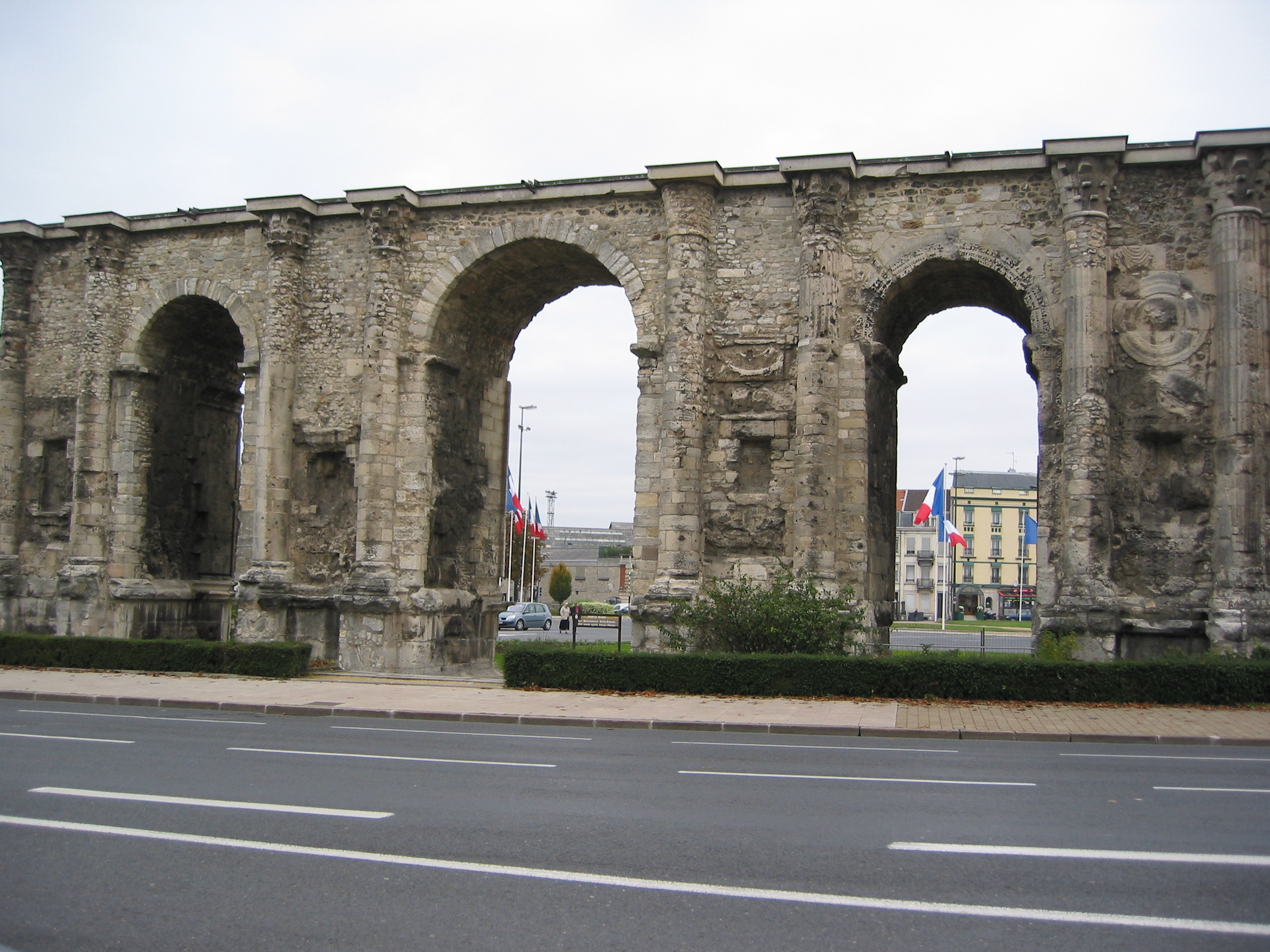
La puerta Mars en Reims, el arco más ancho del mundo romano conocido
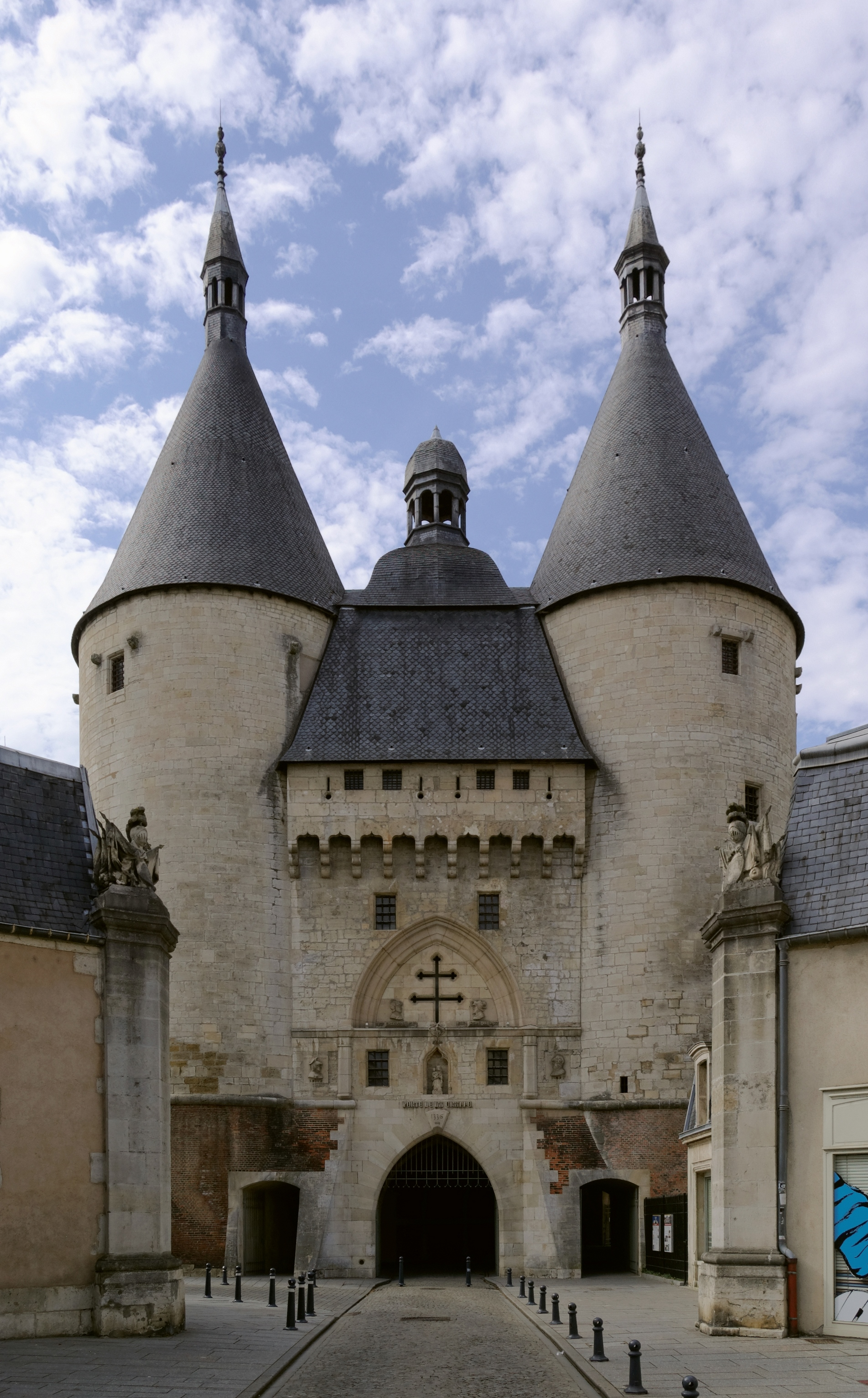
La puerta de la Craffe de Nancy
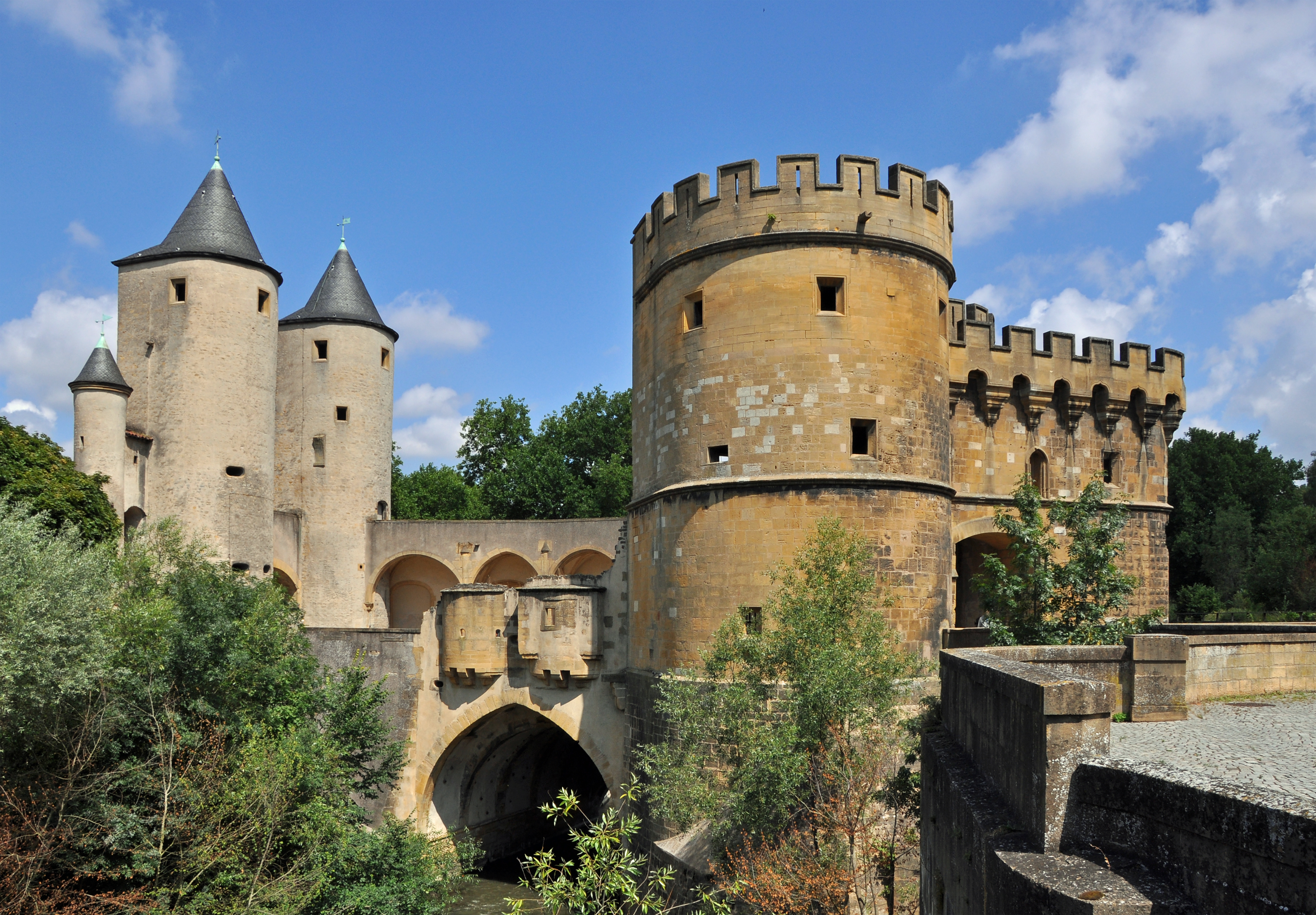
La puerta de los Alemanes de Metz
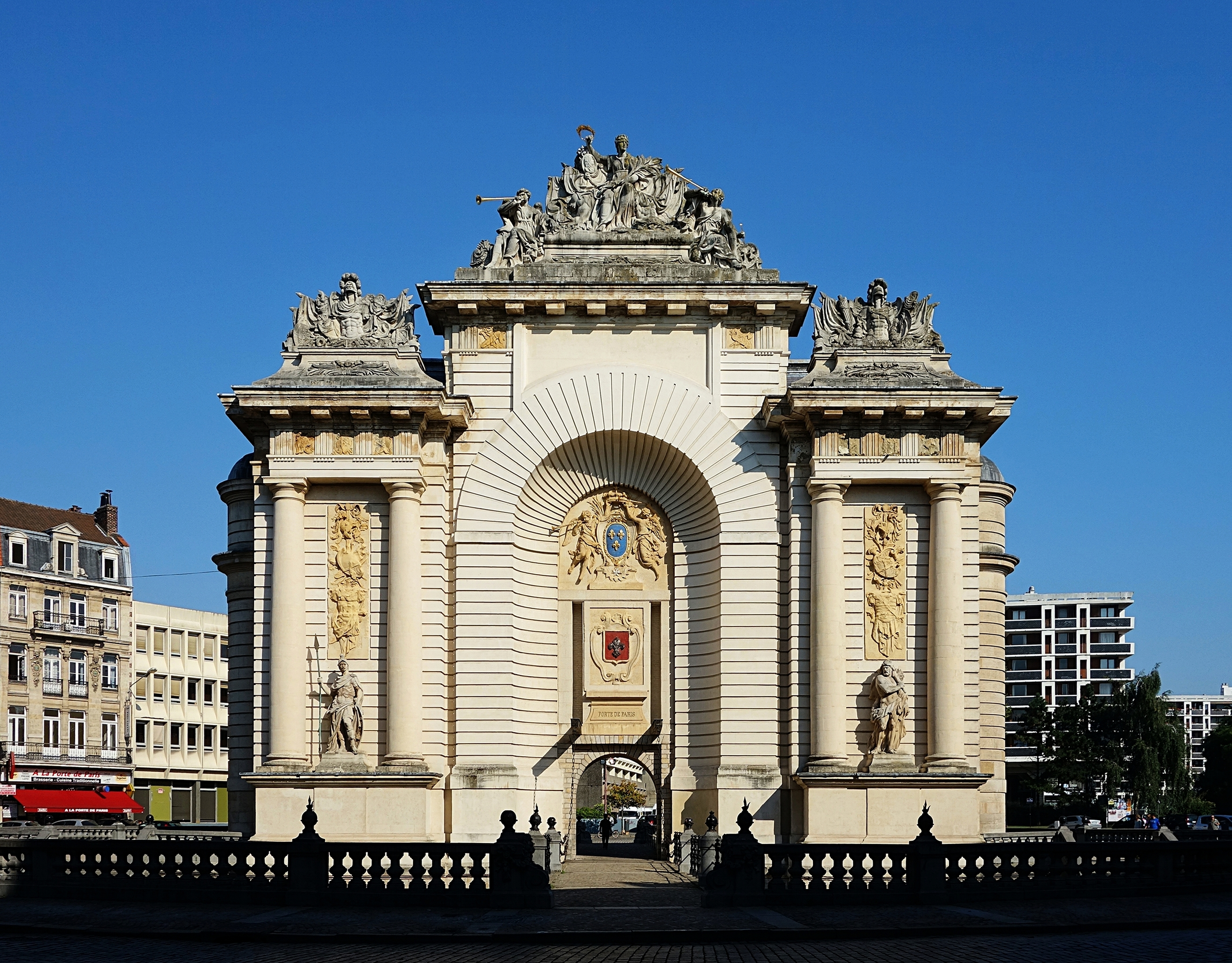
La puerta de Paris de Lille
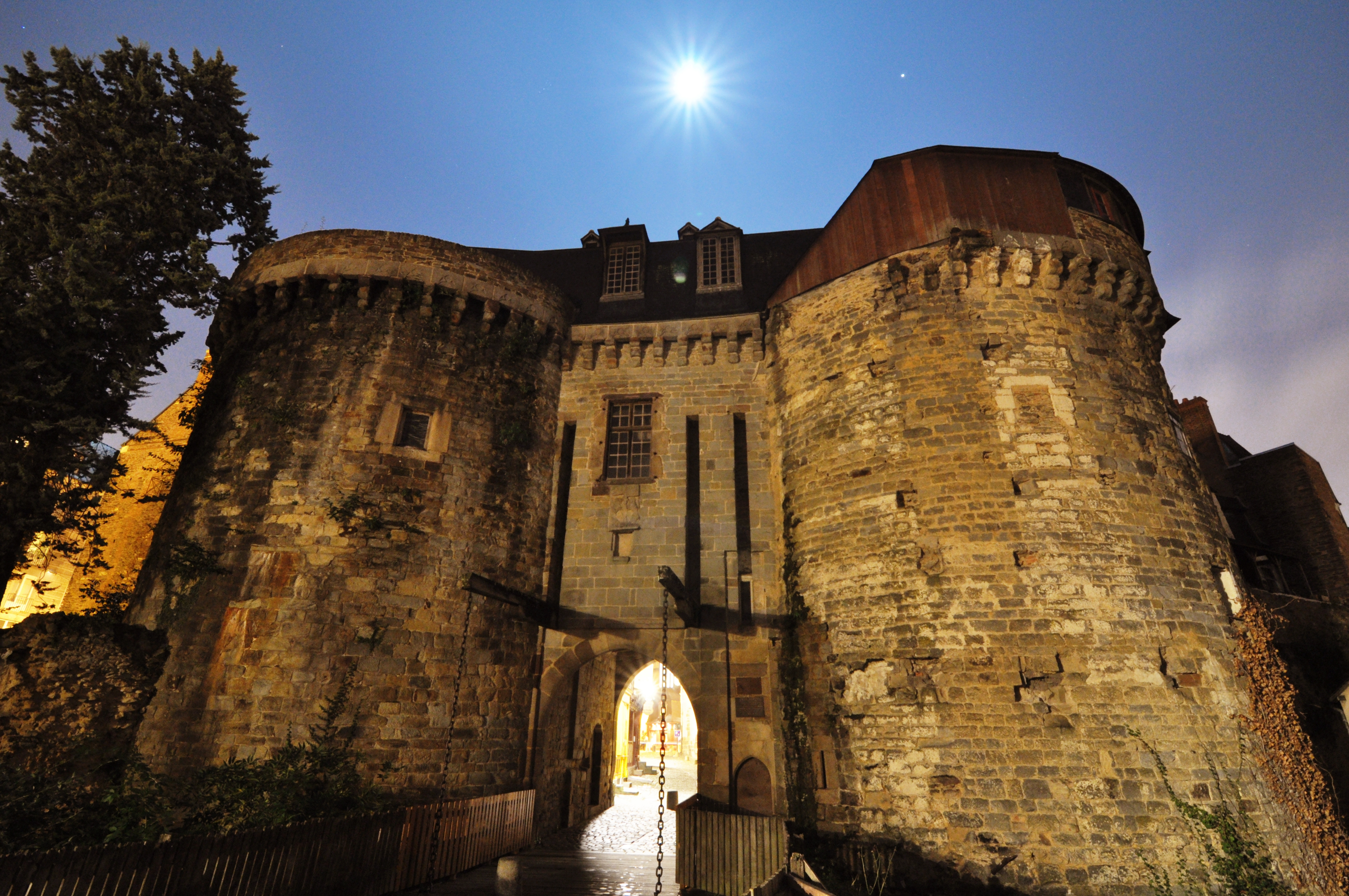
La puerta Mordelaise de noche en Rennes

#### Italia
- Porta Capuana, Porta San Gennaro, Port'Alba, y Porta Nolana en Nápoles
- Pusterla di Sant'Ambrogio, Porta Nuova (Medieval), Porta Nuova, Porta Ticinese (Medieval) y Porta Ticinese en Milán
- Porta San Giovanni, Porta del Popolo, Porta Pinciana, Porta Tiburtina, Porta San Sebastiano y Porta San Paolo en Roma

Italia
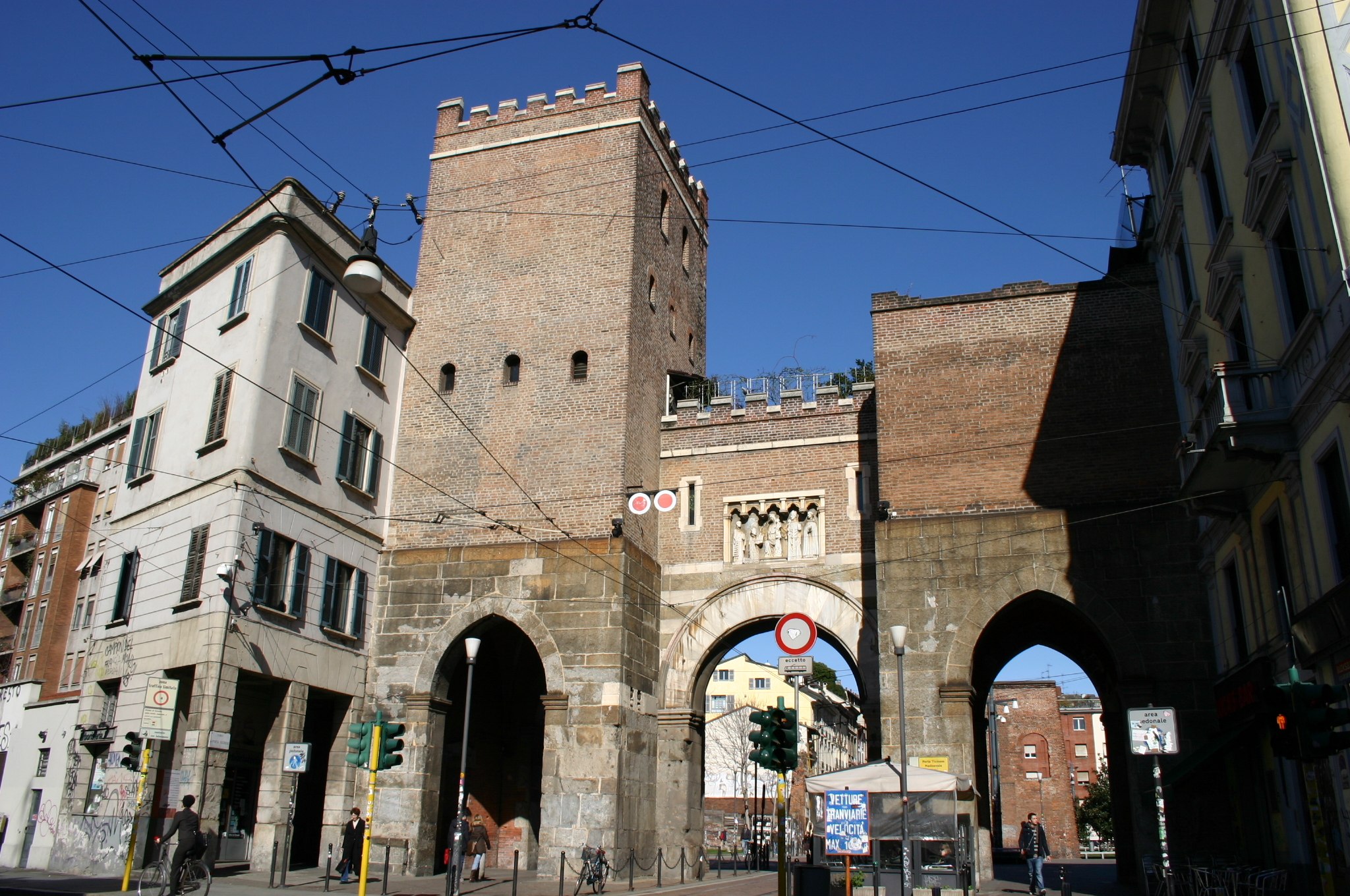
La medieval Porta Ticinese en Milán
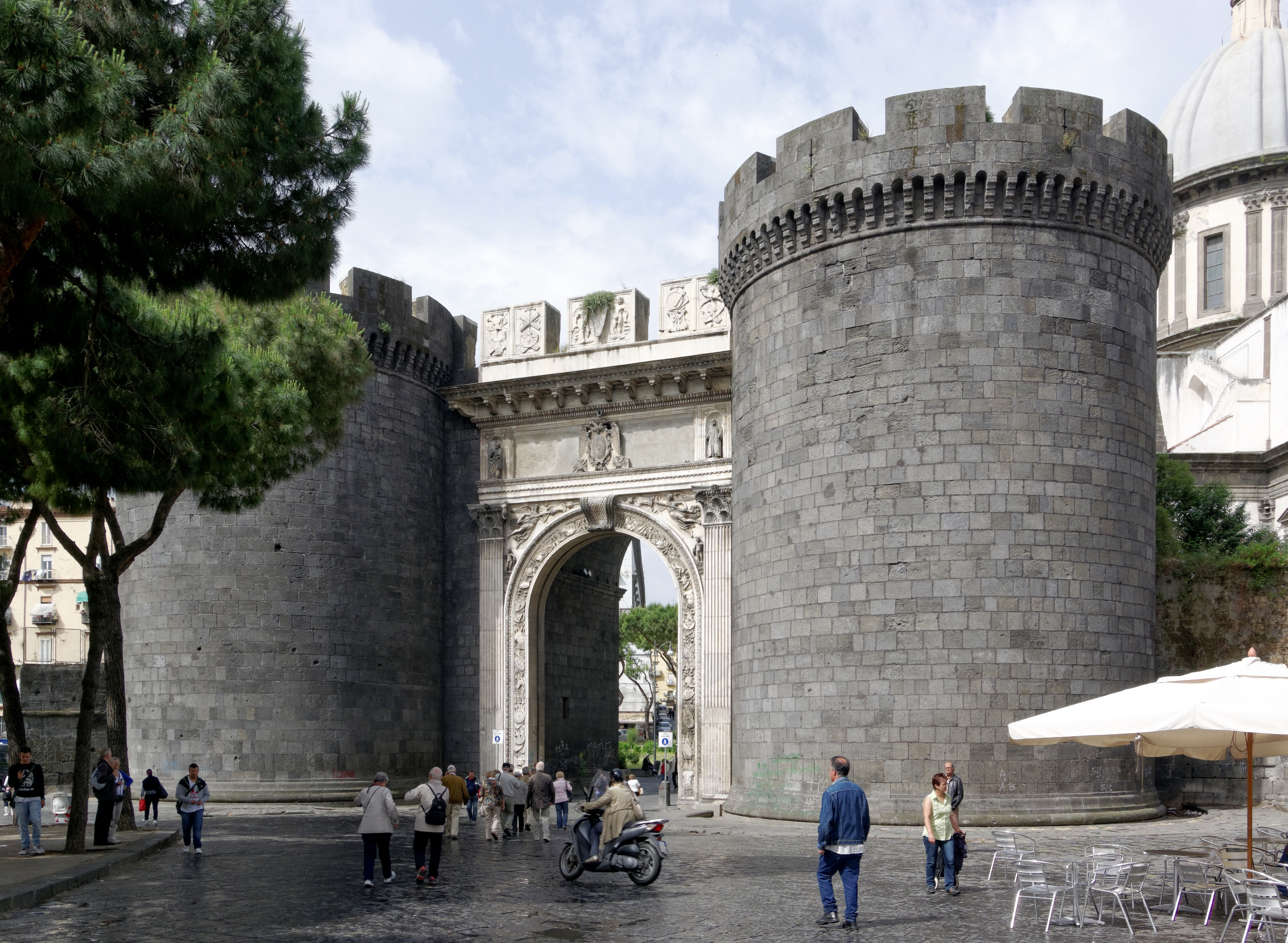
La Porta Capuana en Nápoles
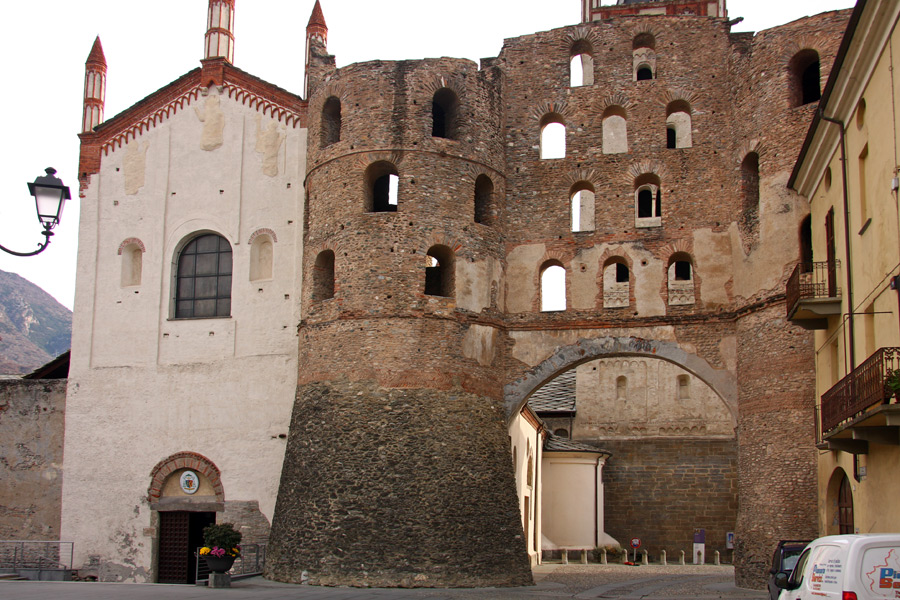
Porte Savoie de Suse (siglo III)
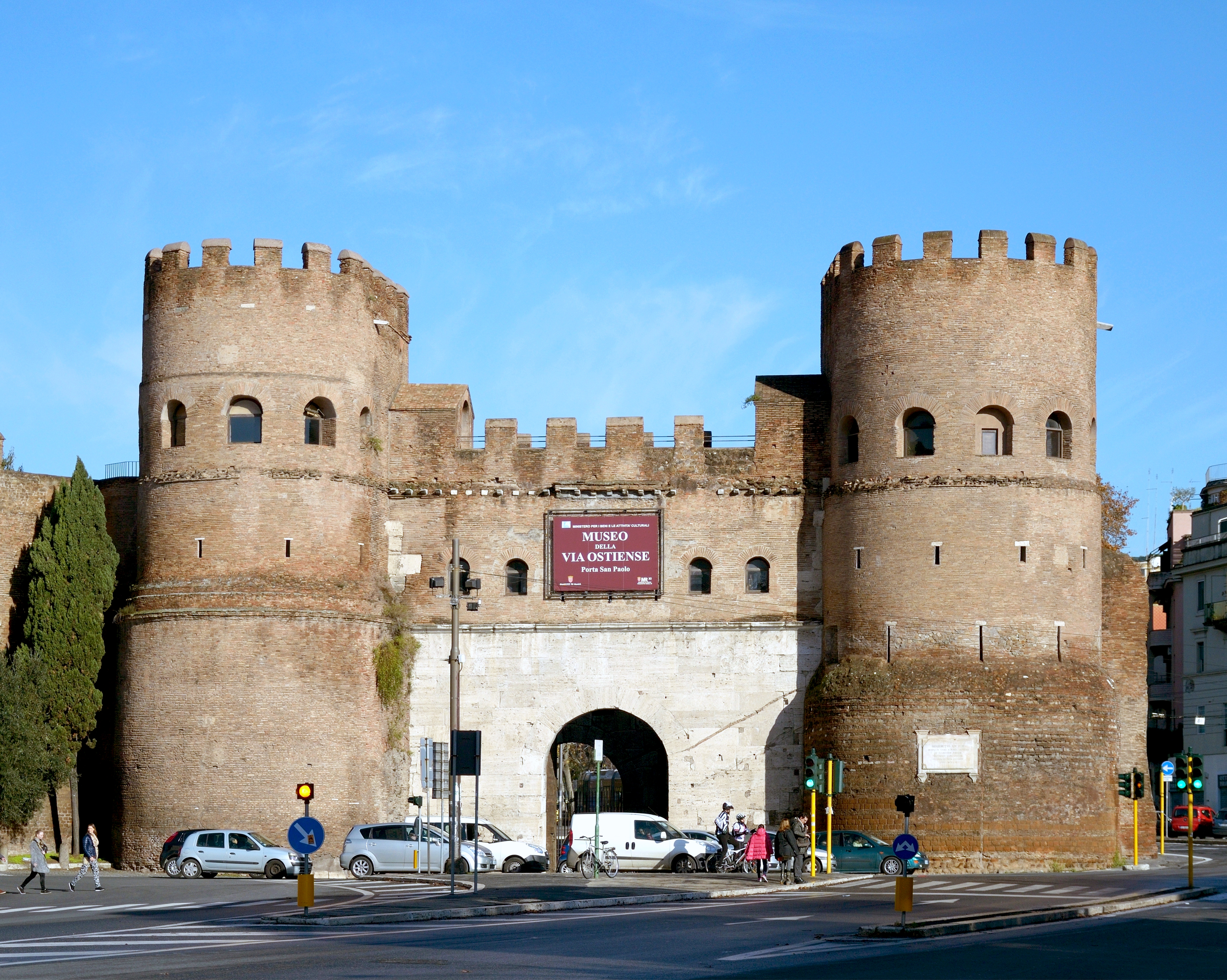
Porta San Paolo en Roma

#### Países Bajos
- Amsterdamse Poort en Haarlem
- Waterpoort en Sneek
- Vischpoort en Elburg
- Koppelpoort en Amersfoort

Países Bajos
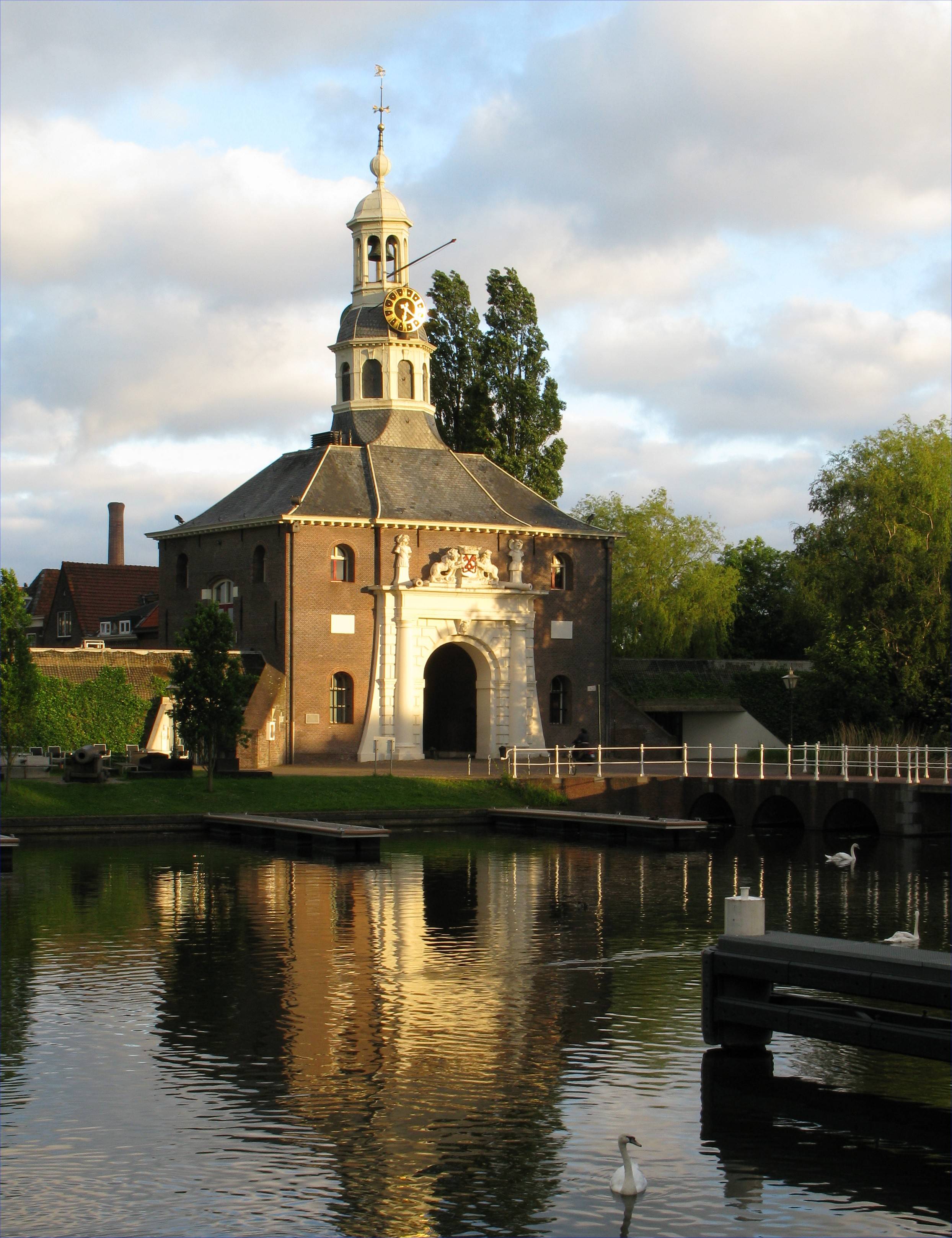
Zijlpoort (puerta del este) en Leiden
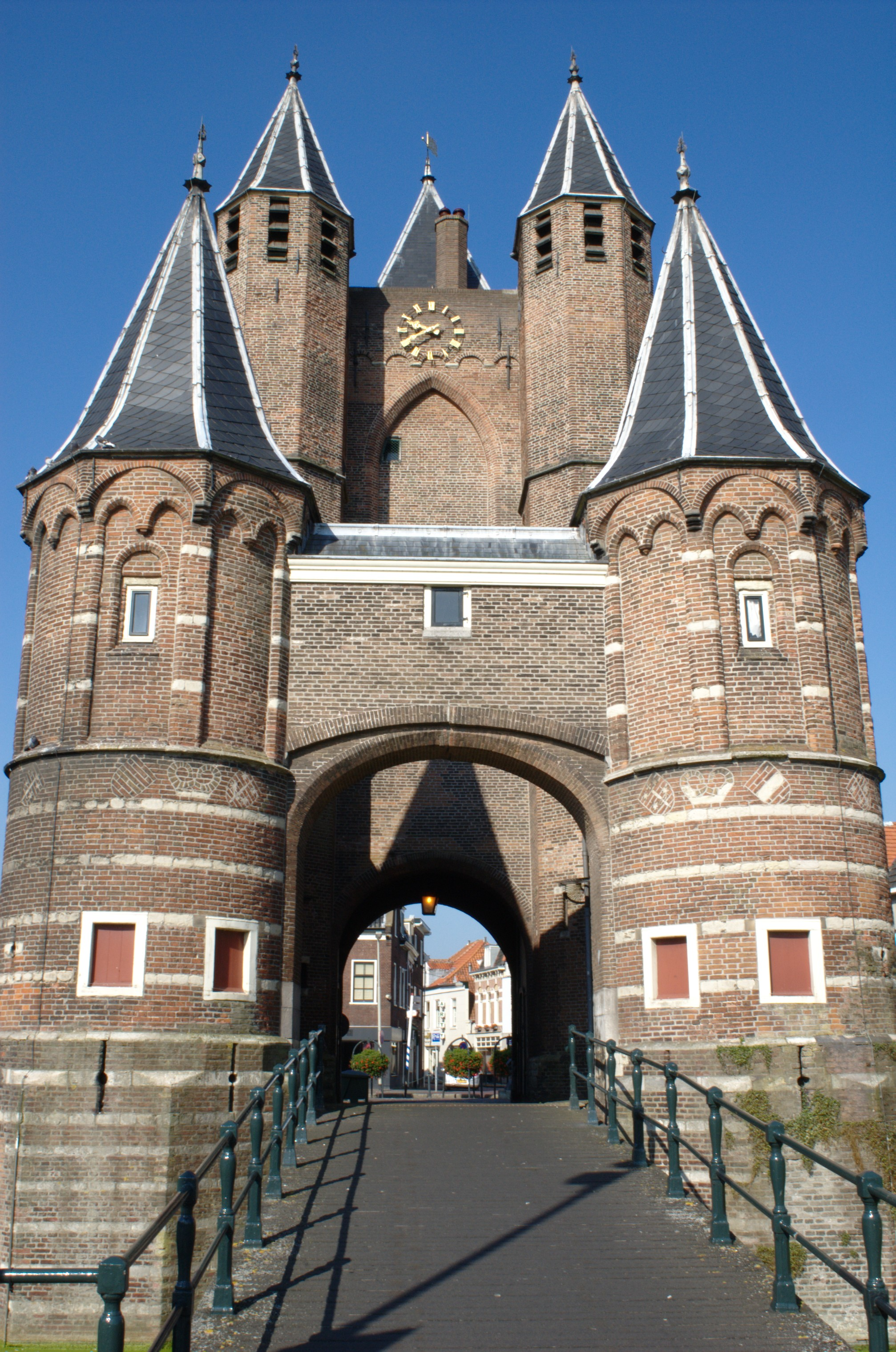
La Amsterdamse Poort, única puerta ciudadana conservada en Haarlem (1355)
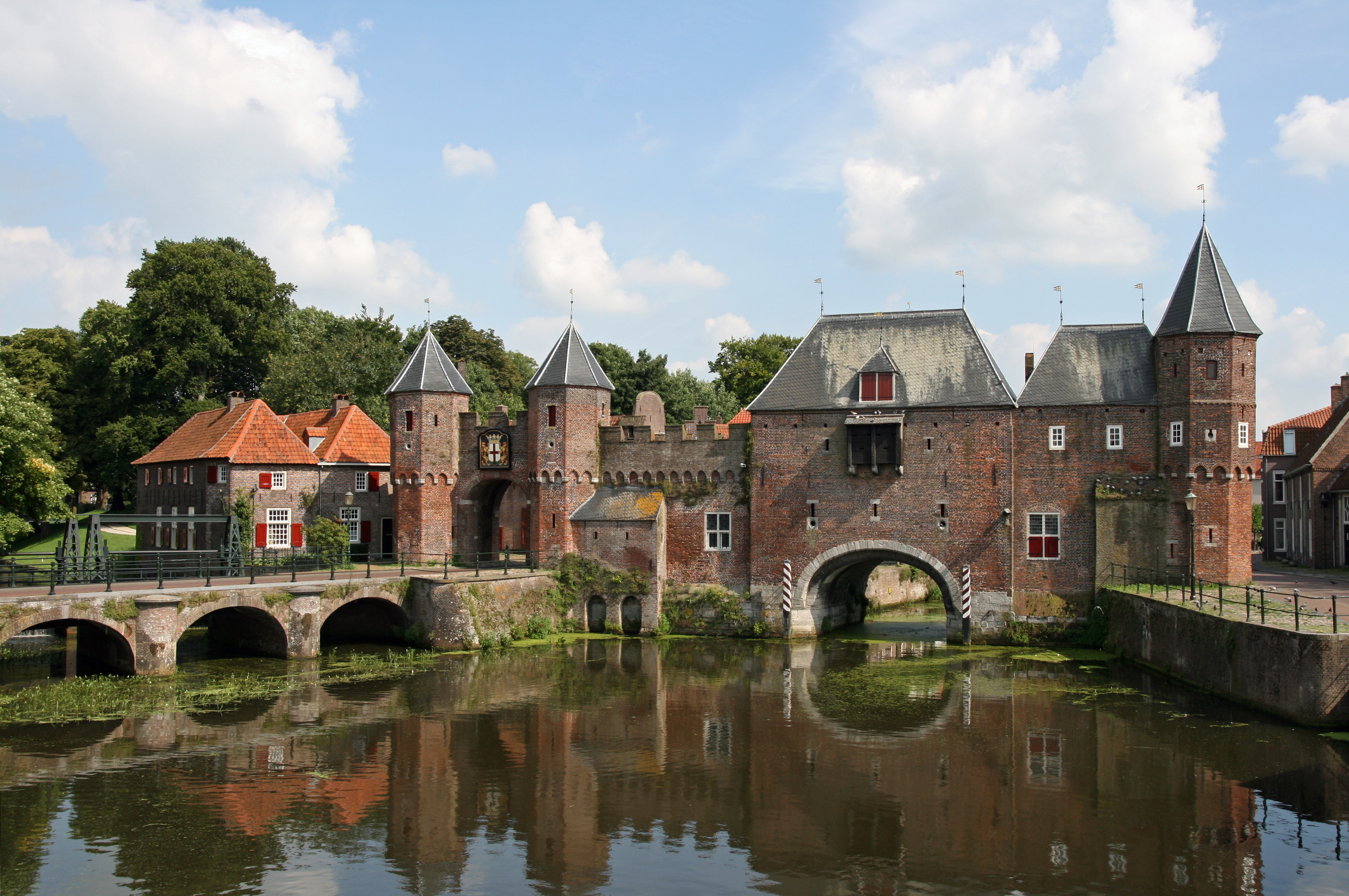
Koppelpoort en Amersfoort
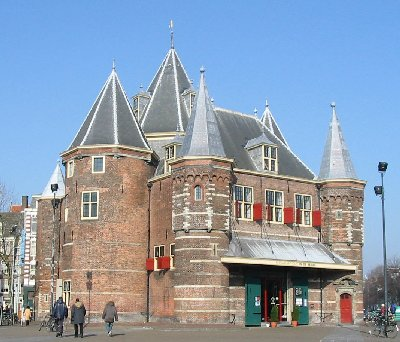
De Waag en Ámsterdam, oorspronkelijk de Sint Anthoniespoort
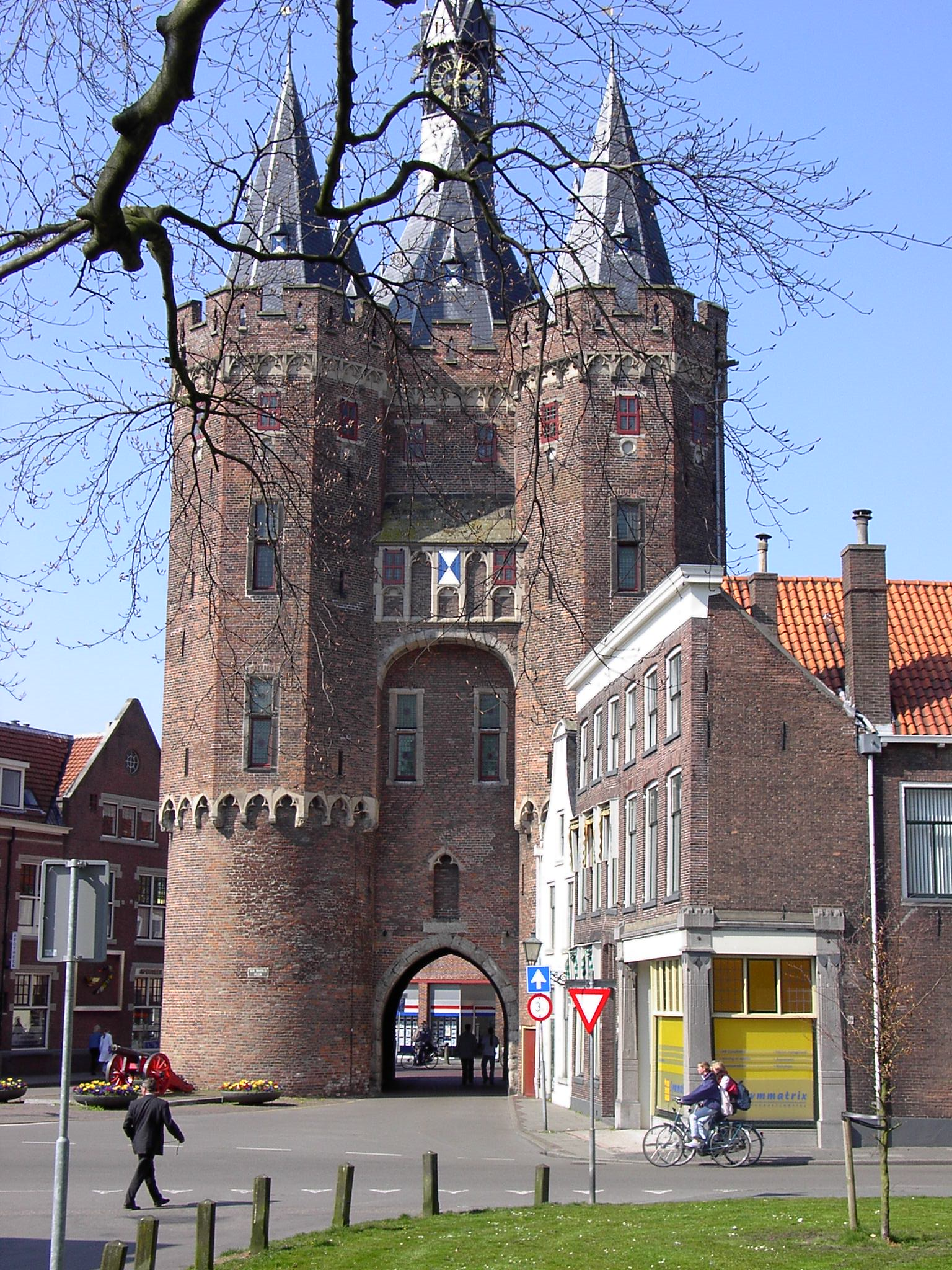
De Sassenpoort te Zwolle

#### Polonia
- Brama Portowa en Szczecin
- Brama Młyńska en Stargard Szczeciński
- Puerta de San Florián en Cracovia
- Żuraw (puerta de la grúa) en Gdańsk

Polonia
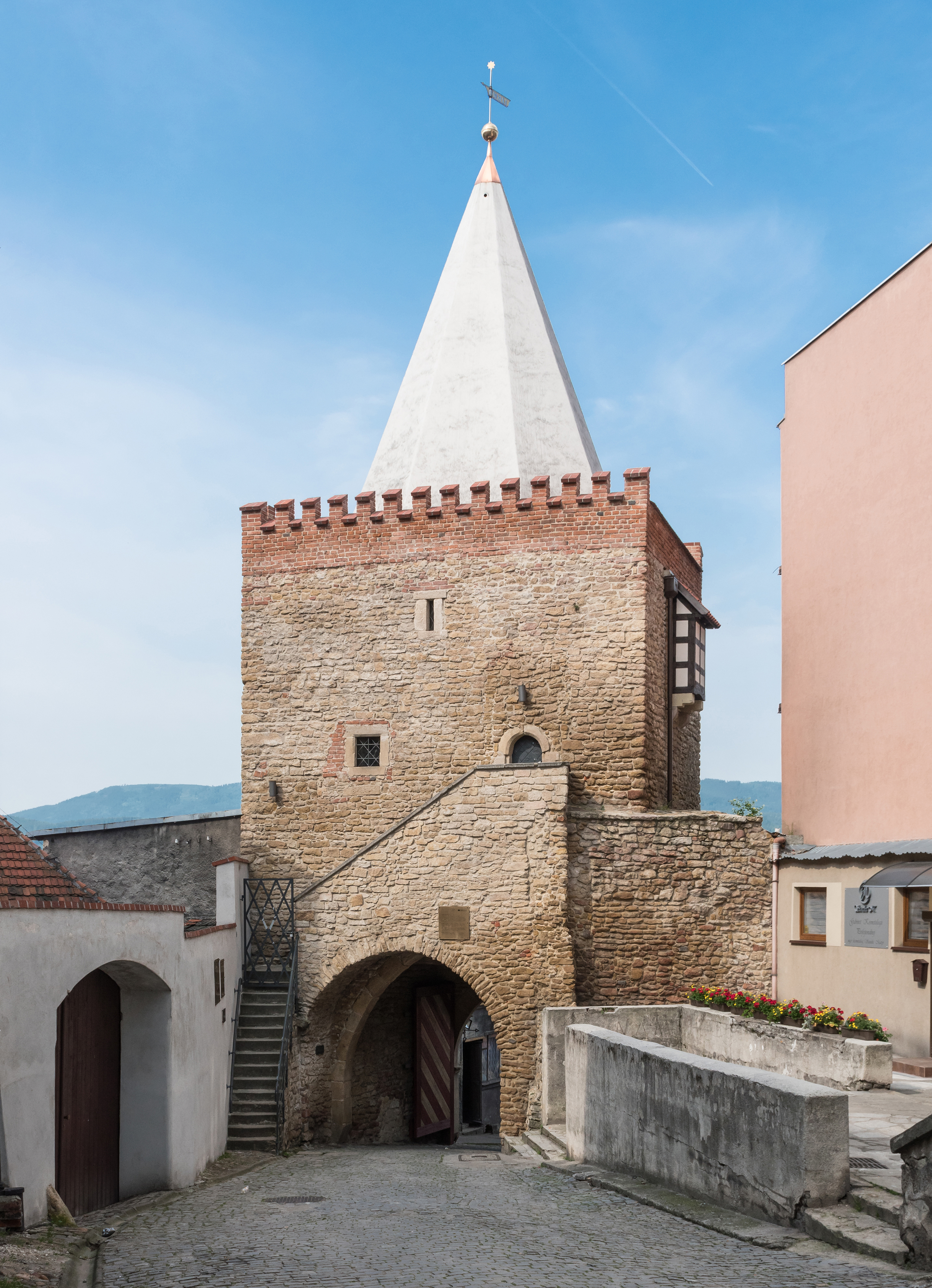
Brama Wodna w Bystrzycy Kłodzkiej
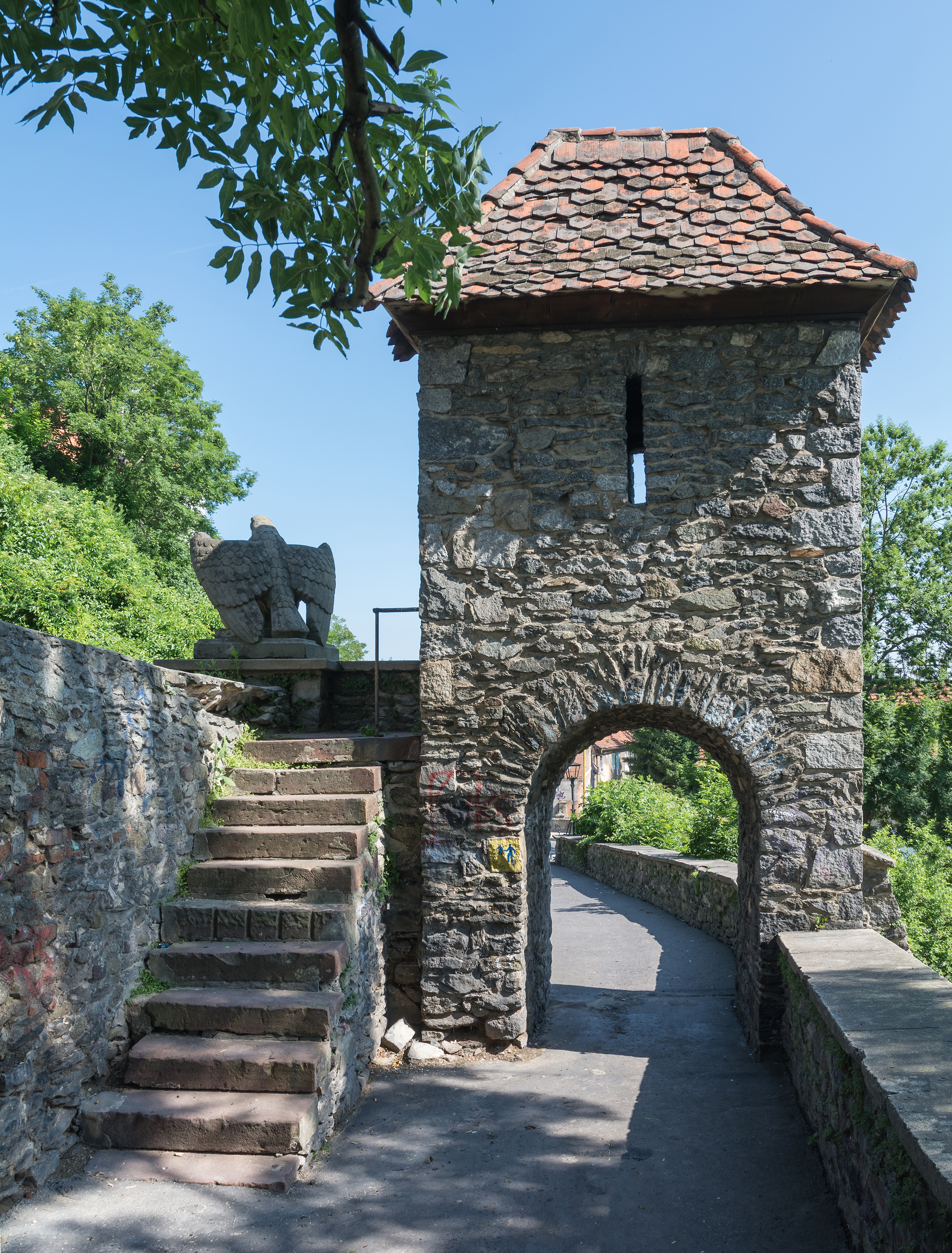
Brama Dolna w Niemczy
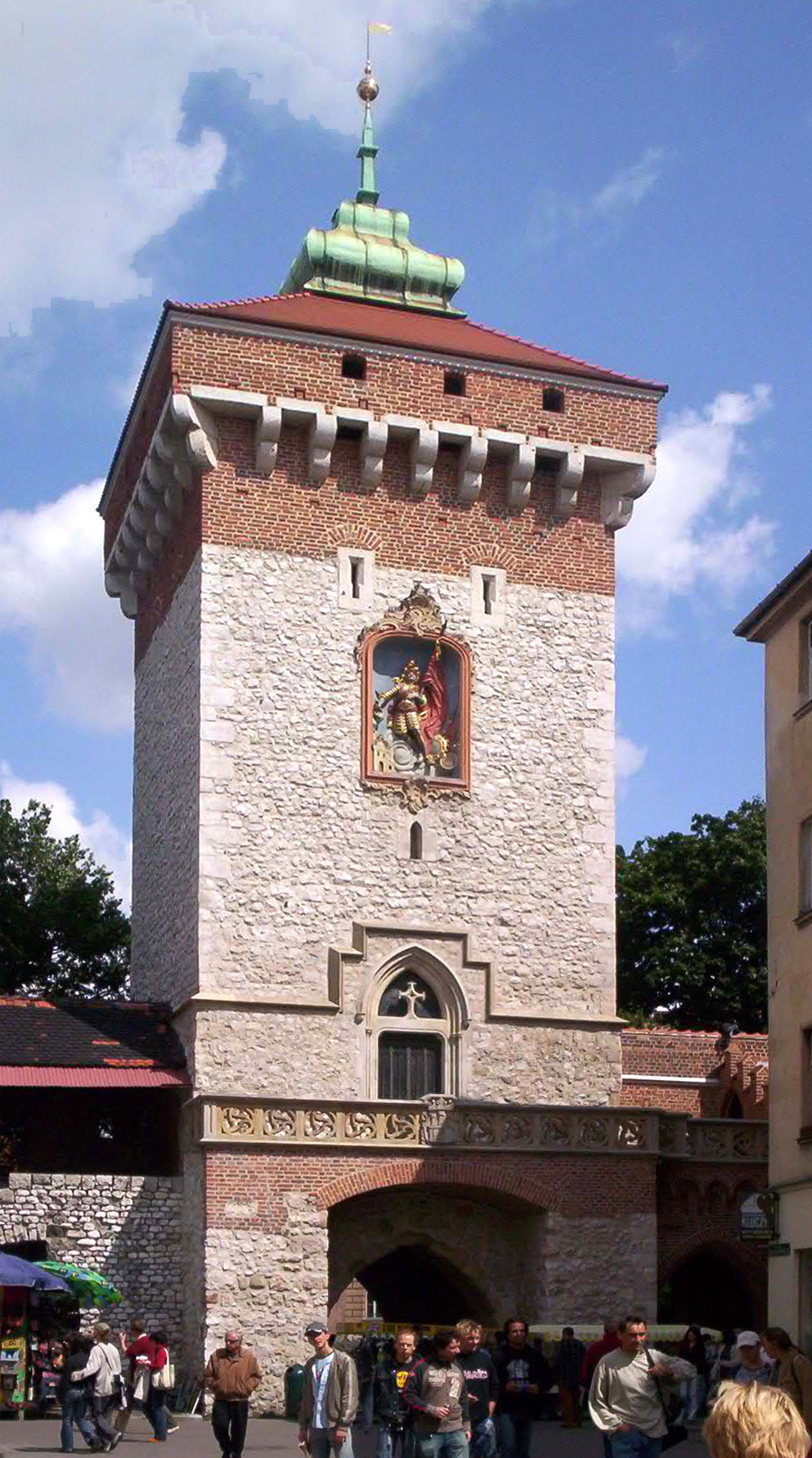
Puerta de San Florián en Cracovia
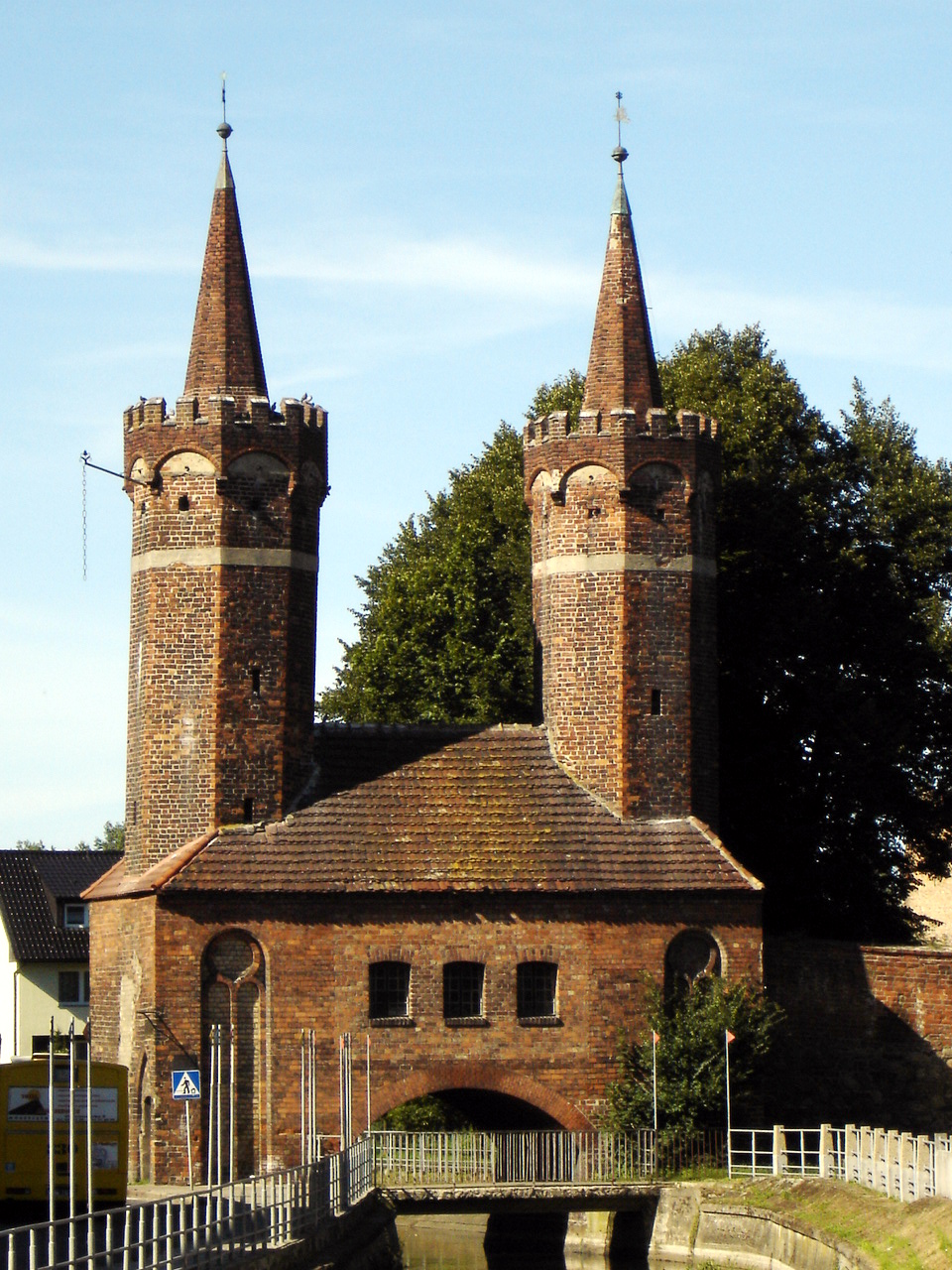
La Brama Młyńska di Stargard Szczeciński, una de las pocas puertas acuáticas  en Europa
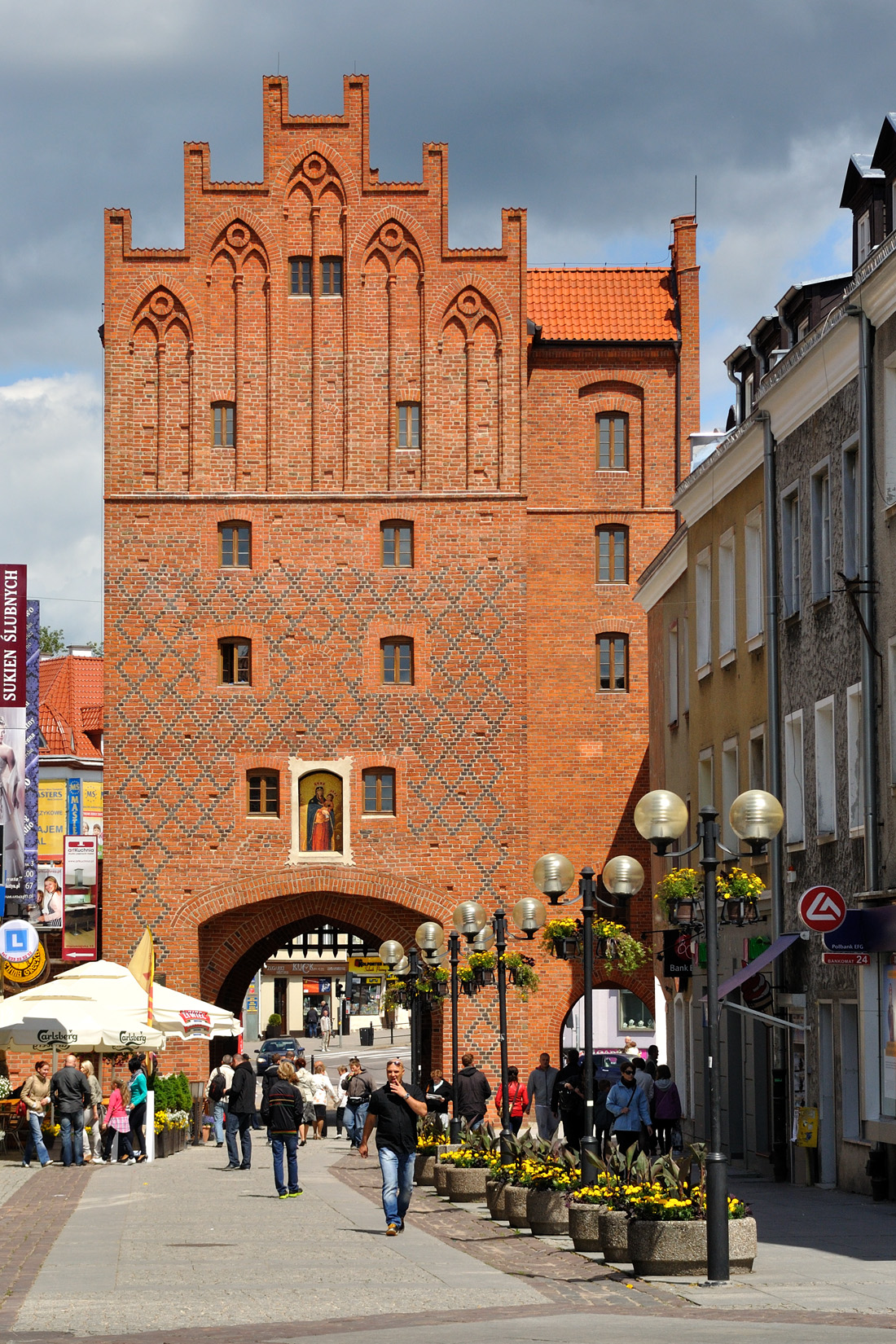
Puerta superior en Olsztyn

- Portugal: Arco da Porta Nova en Braga
- Portugal: Portas da Cidade en Ponta Delgada (Azores)
- Reino Unido: puertas romanas y medievales de la Muralla de Londres: Ludgate, Newgate, Aldersgate, Bishopsgate, Cripplegate, Moorgate, Aldgate
- Reino Unido: Westgate en Canterbury
- Reino Unido: Las puertas (denominadas Bars) de las murallas de York
- Reino Unido: Puerta de Chepstow

### América del Norte
- Trinidad y Tobago: Puerta de la Ciudad en Puerto España
- Canadá: Porte St-Louis (Vieux-Quebec) y Porte St-Jean (Vieux-Quebec), Quebec
- México: Puertas de Campeche, San Francisco de Campeche

### América del Sur
- Ecuador: Puerta de la ciudad en Loja
- Perú:
  - Puerta de Machu Picchu
  - Puertas de las murallas de Lima
- Uruguay: Puerta de Campo en Colonia del Sacramento
- Uruguay: Puerta de la Ciudadela en Montevideo